# Al-Quwwat al-Barriyya al-ʿIrāqiyya
L'esercito iracheno, ufficialmente forze terrestri irachene (in arabo: القوات البرية العراقية), è la componente delle forze terrestri delle forze armate irachene. Era conosciuto come Royal Iraqi Army fino al colpo di Stato del luglio 1958.
L'esercito iracheno, nella sua forma moderna, venne creato dal Regno Unito durante il periodo interbellico di controllo britannico de facto del Mandato dell'Iraq. Dopo l'invasione dell'Iraq del 2003, l'esercito iracheno venne ricostruito secondo linee americane con enormi quantità di assistenza militare a tutti i livelli. A causa dell'insurrezione irachena che ebbe inizio poco dopo l'invasione, l'esercito iracheno venne progettato per essere inizialmente una forza di controguerriglia. Con il ritiro americano nel dicembre 2011, le forze irachene assunsero la totale responsabilità della sicurezza. Un articolo del New York Times ha suggerito che, tra il 2004 e il 2014, gli Stati Uniti avevano fornito l'esercito iracheno con $ 25 milioni in addestramento ed equipaggiamento, oltre a una somma ancora più grande dal Tesoro iracheno.
L'esercito ha ampiamente collaborato con le Forze di Mobilitazione Popolare irachene durante le operazioni anti-ISIS.

## Storia

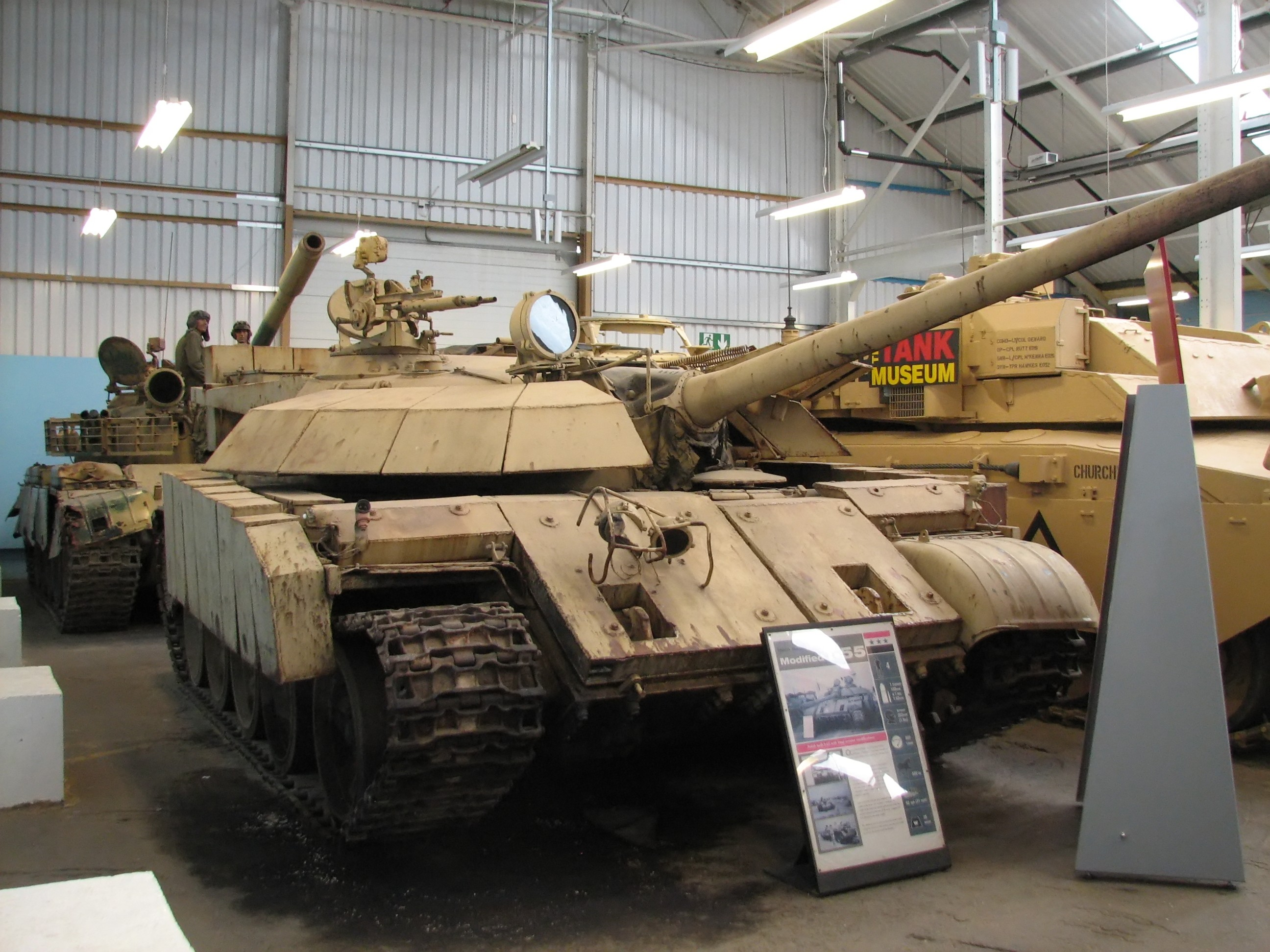
Carro armato T-55 modificato della 5ª Divisione meccanizzata che vide l'azione nella battaglia di Khafji

La minaccia di una guerra con la Repubblica di Turchia di recente formazione, che rivendicava l'antico Vilayet ottomano di Moṣul, portò i britannici a costituire l'esercito iracheno il 6 gennaio 1921. La Brigata Mūsā al-Kāẓim era composta da ufficiali iracheni ex-ottomani, la cui caserma si trovava a Kāẓimiyya.  Il Regno Unito fornì assistenza e formazione all'esercito e all'Aeronautica irachena attraverso una piccola missione militare con sede a Baghdad.

### Il Royal Iraqi Army

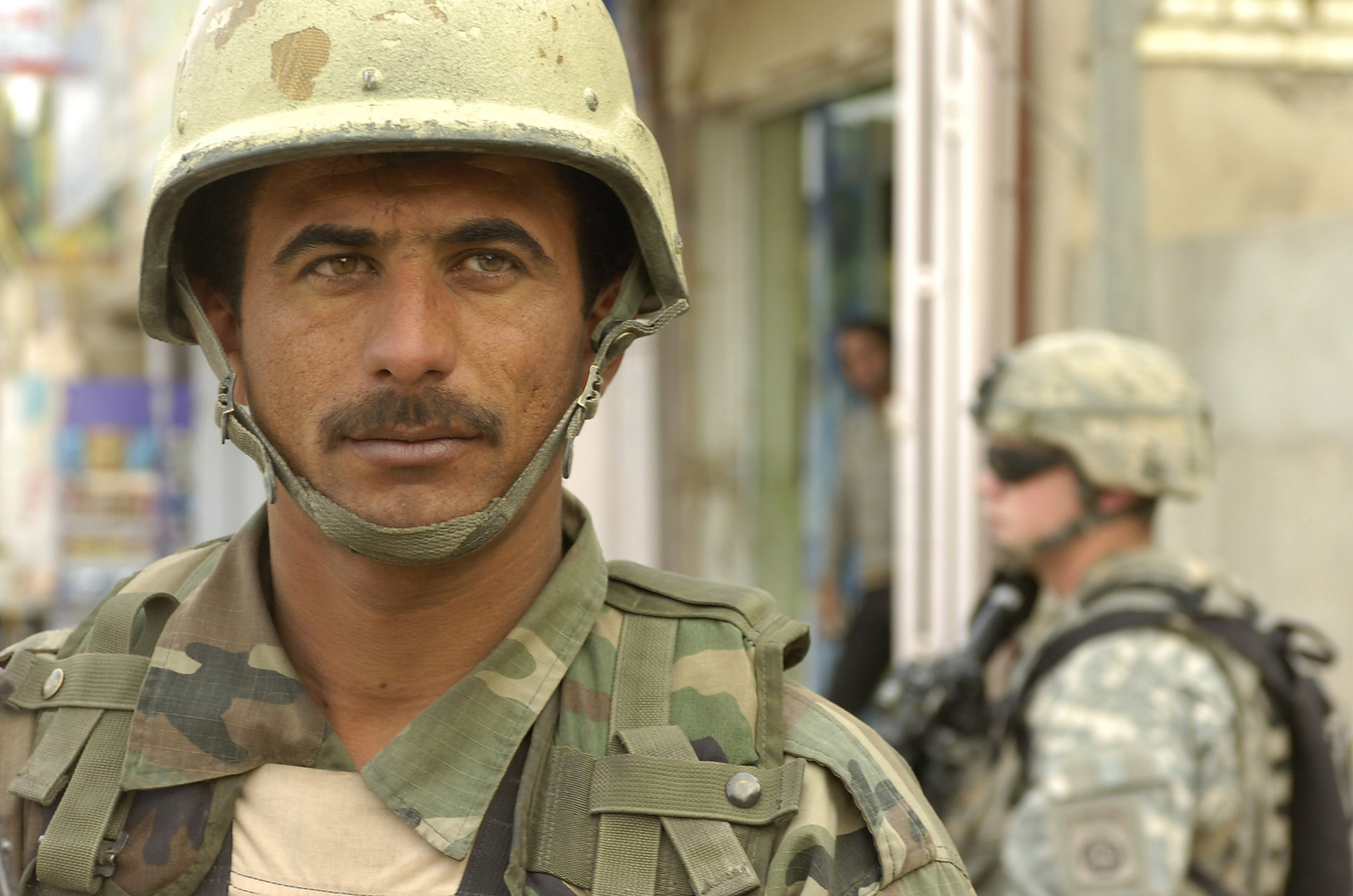
Un soldato dell'esercito iracheno conduce una pattuglia in un quartiere nel distretto di Al Kārradhah a est di Baghdad, alla fine del 2008.

Dal 1533 al 1918 l'Iraq fu sotto il dominio dell'Impero ottomano e combatté come parte delle forze armate dell'Impero. Dopo il 1917, il Regno Unito, vincitore degli Ottomani, prese il controllo del Paese. Le prime forze militari irachene istituite dai britannici furono le Iraq Levies, diversi battaglioni di soldati incaricati di custodire le basi della Royal Air Force (RAF) che i britannici controllavano in Iraq.
Nel mese di agosto 1921 i britannici insediarono il re hashemita Fayṣal I come sovrano cliente del mandato britannico in Iraq. Fayṣal era stato costretto ad abbandonare il trono di re della Siria dai francesi. Allo stesso modo, le autorità britanniche selezionarono élite arabe sunnite a loro fedeli della regione per incarichi ad uffici governativi e ministeriali in Iraq. I britannici e gli iracheni formalizzarono i reciproci rapporti con il trattato anglo-iracheno del 1922. Con l'ascesa di Fayṣal al trono, l'esercito iracheno divenne Royal Iraqi Army (RIrA).
Nel 1922 l'esercito schierava 3.618 uomini, ben al di sotto dei 6.000 uomini richiesti dalla monarchia irachena e addirittura inferiore al limite impostato dai britannici di 4.500. Gli stipendi poco attraenti ostacolarono i primi sforzi di reclutamento. In quel momento il Regno Unito sostenne il diritto di riscuotere le forze locali come britanniche, officiando le Iraq Levies che erano sotto il diretto controllo britannico. Con una forza di 4.984 uomini, i levies iracheni superarono in numero l'esercito britannico limitati a 4.500 effettivi.
Nel 1924 il RIrA crebbe fino a 5.772 uomini e l'anno successivo era cresciuta ancora di più raggiungendo 7.500 uomini; rimarrà a tale numero fino al 1933. La forza ora aveva sei battaglioni di fanteria, tre reggimenti di cavalleria, due reggimenti di montagna e una batteria di campo.
Nel 1932 il Regno dell'Iraq ottenne l'indipendenza ufficiale, in conformità con il trattato anglo-iracheno del 1930, per cui il Regno Unito avrebbe finito il suo mandato ufficiale, a condizione che il governo iracheno avesse permesso ai consiglieri britannici di prendere parte agli affari di governo, consentito alle basi militari britanniche di rimanere, e che l'Iraq assistesse il Regno Unito in tempo di guerra.
Dopo aver ottenuto l'indipendenza nel 1932, sorsero tensioni politiche sulla continua presenza britannica in Iraq, con il governo e i politici iracheni divisi tra quelli considerati filo-britannici e quelli considerati anti-britannici. La fazione filo-britannica era rappresentata da politici come Nuri as-Said che non si opponevano a una continua presenza britannica. La fazione anti-britannica era rappresentata da politici come Rashid Ali al-Gaylani che chiedevano che la rimanente influenza britannica nel paese venisse rimossa. Nel 1936, il generale Bakr Sidqi, che si era guadagnato una reputazione per aver represso le rivolte tribali, venne nominato capo di stato maggiore generale e fece pressioni con successo sul re per chiedere le dimissioni del governo. Da quell'anno al 1941, si verificarono cinque colpi di stato dell'esercito guidati dai principali ufficiali dell'esercito contro il governo per fare pressione sul governo affinché cedesse alle richieste dell'esercito.

### Il colpo di Stato del 1941

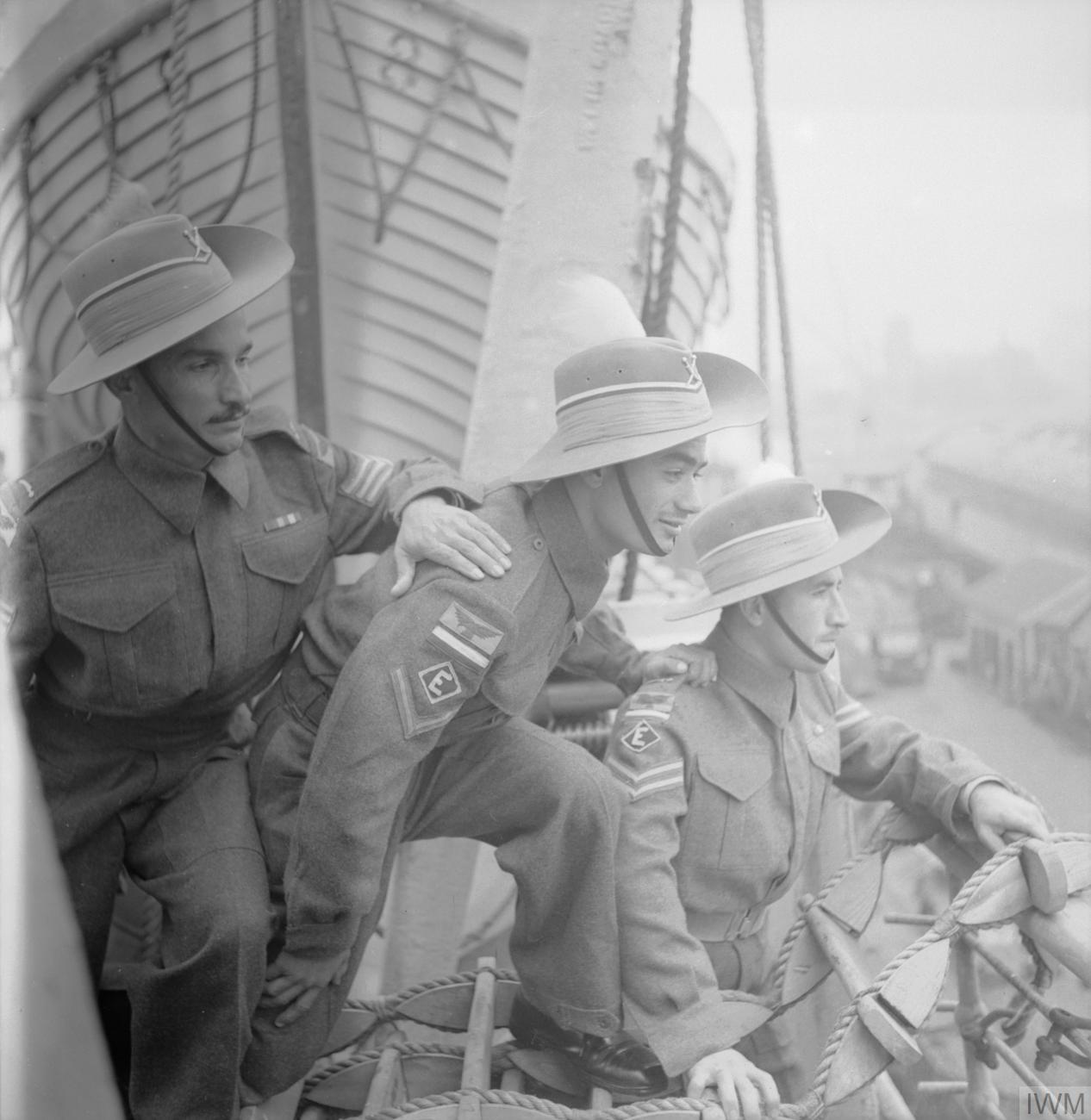
Tre equipaggi terrestri delle Iraqi Levies della RAF arrivano al molo di Liverpool, UK, 1946. Da sinistra a destra: sergente Macko Shmos, caporale Adoniyo Odisho e il caporale Yoseph Odisho.

All'inizio di aprile del 1941, durante la seconda guerra mondiale, Rashid ʿĀlī al-Gīlānī e membri del "Quadrato d'Oro", ostile al Regno Unito, portarono a segno un coup d'état contro l'attuale governo. Il primo ministro Ṭāhā al-Hāshimī si dimise e Rashīd ʿĀlī al-Gīlānī prese il suo posto come primo ministro e si proclamò capo di un "governo di difesa nazionale." Egli non rovesciò la monarchia, ma insediò un reggente meno simpatizzante per il Regno Unito. Cercò anche di limitare le prerogative britanniche, concesse in base al Trattato del 1930.
Il 30 aprile, unità dell'esercito iracheno occuparono le alture a sud della base aerea di RAF Habbaniyya e un delegato iracheno chiese che nessuna componente terrestre e aerea raggiungesse la base. I britannici respinsero la richiesta e chiesero anzi che le unità irachene abbandonassero del tutto l'area. Inoltre, i britannici fecero atterrare forze a Bassora e gli iracheni chiesero che queste forze venissero rimosse.
Alle ore 05.00 del 2 maggio 1941 scoppiò la guerra anglo-irachena tra il nuovo governo britannico e Rashid ʿĀlī, quando i britannici lanciarono attacchi aerei da RAF Ḥabbāniyya contro gli iracheni. A questo punto, l'esercito si era rafforato in modo significativo. Aveva quattro divisioni di fanteria con circa 60.000 uomini.  Al completo, ogni divisione aveva tre brigate. La 1ª e la 3ª Divisione erano di stanza a Baghdad. Era dislocata all'interno di Baghdad anche la Brigata meccanizzata indipendente, che comprendeva una compagnia di carri armati leggeri CV35, una compagnia di autoblindo, due battaglioni di fanteria meccanizzata trasportata su camion, una compagnia meccanizzata di mitragliatrici, e una brigata d'artiglieria meccanizzata. La 2ª Divisione era di stanza a Kirkuk, e la 4ª Divisione era ad al-Dīwāniyya, sulla linea ferroviaria principale tra Baghdad e Bassora.
Le ostilità tra britannici e iracheni durarono dal 2 al 30 maggio 1941. Il governo tedesco inviò una unità dell'aviazione, la Fliegerführer Irak, e l'Italia inviò assistenza limitata, ma entrambe agirono troppo tardi ed erano ben lungi dal costituire una realtà sufficiente. Alla fine, i britannici furono in grado di marciare su Baghdad e Rashīd ʿĀlī al-Kaylānī fuggì.
Dopo che la guerra anglo-irachena si concluse, Nūrī al-Saʿīd tornò a essere primo ministro e dominò la politica dell'Iraq fino al rovesciamento della monarchia e al suo assassinio nel 1958. Nūrī al-Saʿīd perseguì una politica in gran parte filo-occidentale durante questo periodo. L'esercito iracheno non venne però sciolto e venne mantenuto per ostacolare eventuali azioni offensive tedesche lanciate dalla Russia meridionale. Le truppe britanniche si ritirarono alla fine degli anni '40.

### La guerra arabo-israeliana del 1948

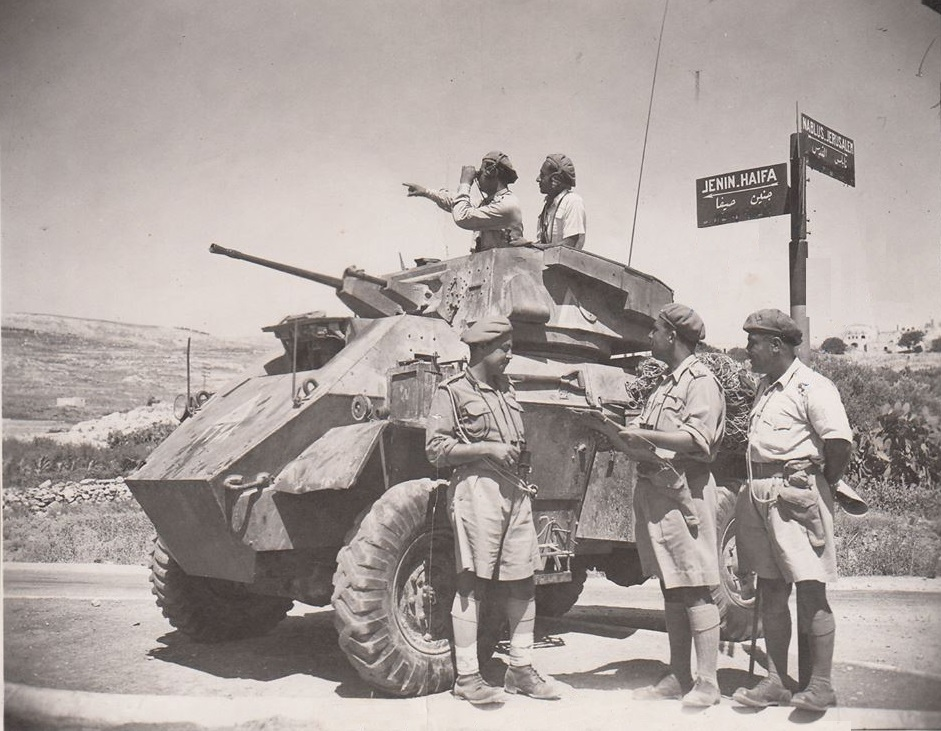
Truppe dell'esercito iracheno guidate da Taher Abdel Ghafour e con un'autoblindo Humber nella città di Jenin, 1948.

Nella guerra arabo-israeliana del 1948, gli iracheni schierarono una forza di spedizione che raggiunse i 15-18.000 uomini. Nel 1948, il RIrA schierava 21.000 uomini su dodici brigate e la Reale Aeronautica irachena schierava 100 aerei, per lo più britannici. Inizialmente gli iracheni impegnarono circa 3.000 uomini per lo sforzo bellico, tra cui quattro brigate di fanteria, un battaglione corazzato e personale di supporto. Queste forze dovevano operare sotto la guida dell'efficiente Legione Araba giordana, al comando del britannico Glubb Pascià. Durante la prima tregua, gli iracheni aumentarono la loro forza di circa 10.000 uomini. In ultima analisi, il corpo di spedizione in Iraq contava da 15.000 a 18.000 uomini circa.
Le prime forze irachene ad essere schierate raggiunsero la Giordania nell'aprile del 1948 sotto il comando del generale Nur ad-Din Mahmud. Il 15 maggio, i genieri iracheni costruirono un ponte di barche attraverso il fiume Giordano e attaccarono l'insediamento israeliano di Gesher con scarso successo. A seguito di questa sconfitta, le forze irachene si spostarono nel triangolo strategico Nablus-Jenin-Tulkarem, dove subirono pesanti perdite durante l'attacco israeliano a Jenin che ebbe inizio il 3 giugno, ma riuscirono a tenere le loro posizioni.  A questo punto il coinvolgimento attivo iracheno nella guerra si concluse efficacemente.
All'inizio del 1951, il generale britannico Sir Brian Robertson, comandante in capo delle Middle East Land Forces, era desideroso di aggiornare l'esercito iracheno come parte di uno sforzo più ampio per difendersi da una temuta invasione sovietica in caso di guerra. Un team consultivo britannico delle MELF venne inviato lì nel novembre-dicembre 1950. Il team stimò che le forze irachene dell'epoca, due divisioni e una brigata meccanizzata, ma ritenute mal equipaggiate e "non all'altezza" [a piena forza] avrebbero dovuto essere aumentate e sarebbe stato necessario un totale di quattro divisioni, tre brigate aggiuntive e più unità di artiglieria. La carenza di personale tecnico qualificato era "grave" e gli iracheni erano "incapaci di mantenere anche il limitato equipaggiamento già in loro possesso". Nel gennaio 1951 l'Addetto Militare Britannico ritenne che la capacità dell'esercito iracheno "[...] di condurre una guerra moderna contro un nemico di prima classe è praticamente nulla [...] nel suo stato attuale, l'esercito iracheno sarebbe del tutto incapace di rimanere una forza efficace per di dieci ore di battaglia. [...] [Esso] deve essere usato in guerra in cooperazione con una forza di campo di efficienza e resistenza" [che avrebbe dovuto fare la maggior parte dei combattimenti].
Nel maggio 1955, infine, i britannici si ritirarono dall'Iraq. Le autorità irachene dissero nel corso dei negoziati di ritirata che doveva essere costituita una brigata di fanteria motorizzata, con sede presso la precedente RAF Habbaniyya, una posizione che era stata occupata dalle Iraq Levies iracheni agli ordini dei britannici.

### La proclamazione della repubblica

Un gruppo di soldati iracheni, 1958.

La monarchia hashemita durò fino al 1958, quando venne rovesciata con un colpo di Stato dell'esercito iracheno, noto come Rivoluzione del 14 luglio. Re Faysal II dell'Iraq, insieme ai membri della famiglia reale, venne giustiziato. Il colpo di Stato portò al potere il gen. ʿAbd al-Karīm Qāsim, che non perse tempo a ritirare l'Iraq dal Patto di Baghdad e a stabilire relazioni amichevoli con l'Unione Sovietica.
Quando Qāsim prese le distanze da Gamāl ʿAbd al-Nasir, affrontò una crescente opposizione degli ufficiali filo-nasseriani nell'esercito iracheno. Il col. ʿAbd al-Salām ʿArif, che voleva una più stretta cooperazione con l'Egitto, venne spogliato delle sue responsabilità e gettato in prigione. Quando la guarnigione a Mossul si ribellò contro le politiche di ʿAbd al-Karīm Qāsim, ciò permise al leader curdo Barzānī di tornare dall'esilio in Unione Sovietica per contribuire a combattere i ribelli nasseriani.
La creazione della nuova 5ª Divisione, composta da fanteria meccanizzata, venne annunciata il 6 gennaio 1959, Giornata dell'Esercito. Qāsim venne anche promosso al grado di tenente generale.
Nel 1961, una concentrazione dell'esercito vicino al Kuwait, in concomitanza con le rivendicazioni irachene sul piccolo stato confinante, innescò una crisi con le forze militari britanniche ( terrestri, marine, e aeree) schierate in Kuwait. Nel 1961, il Kuwait ottenne l'indipendenza dal Regno Unito e l'Iraq proclamò la sua sovranità sul Kuwait. Come negli anni '30, Qāsim basava l'affermazione dell'Iraq sull'asserzione che il Kuwait era stato un distretto della provincia ottomana di Bassora, di cui si erano prepotentemente impadroniti i britannici quando lo stato iracheno era stato creato negli anni '20. Il Regno Unito reagì con forza alla rivendicazione dell'Iraq e inviò truppe in Kuwait per scoraggiare l'Iraq. Qāsim venne costretto a fare marcia indietro e nell'ottobre 1963 l'Iraq riconobbe la sovranità del Kuwait.
Qāsim venne assassinato nel febbraio del 1963, quando il Partito Baʿth prese il potere sotto la guida del generale Ahmed Hasan al-Bakr (primo ministro) e il colonnello ʿAbd al-Salām ʿĀrif (presidente). Nove mesi dopo, ʿAbd al-Salām ʿĀrif condusse a segno un colpo di Stato contro il governo del Baʿth. 
Poco più di due anni dopo, il 13 aprile 1966, il presidente ʿAbd al-Salām ʿĀrif morì in un incidente di elicottero e gli succedette il fratello, gen. ʿAbd al-Raḥmān ʿĀrif. Dopo la guerra dei sei giorni del 1967, il partito Baʿth si sentì abbastanza forte per riprendere il potere (17 luglio 1968). Ahmad Hasan al-Bakr divenne presidente della Repubblica e Presidente del Consiglio del Comando Rivoluzionario (CCR).

### La guerra dei sei giorni

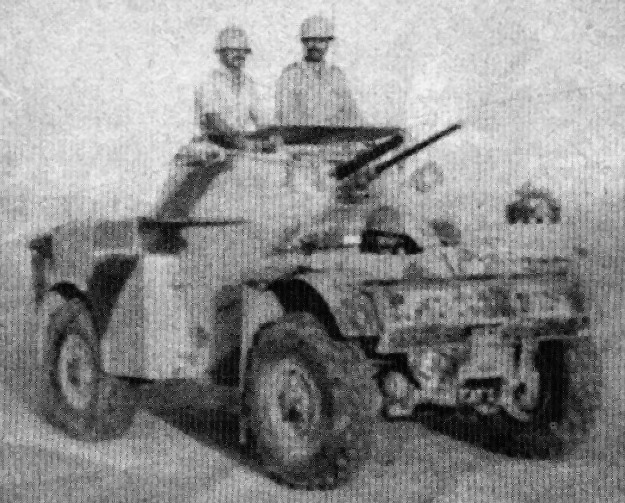
Autoblindo Panhard AML-60 dell'esercito iracheno, anni '70. L'Iraq ordinò circa 250 di questi veicoli tra il 1968 ed il 1976.

Durante la guerra dei sei giorni, la 3ª Divisione Corazzata irachena venne schierata nella Giordania orientale. Tuttavia, l'attacco israeliano contro la Cisgiordania si svolse così in fretta che la forza irachena non poté organizzarsi e raggiungere il fronte prima che i giordani cessassero di combattere. Anche i ripetuti attacchi aerei israeliani li trattennero in modo che, nel momento in cui raggiunsero il Giordano, l'intera Cisgiordania era in mano israeliana. Durante il corso della campagna giordana dieci iracheni vennero uccisi e 30 iracheni vennero feriti, tanto più che la battaglia principale era a Gerusalemme. La lotta imperversava anche in altre zone della Cisgiordania, dove i commando iracheni e i soldati giordani difesero le loro posizioni.
Barzānī e i curdi, che avevano iniziato una ribellione nel 1961, stavano ancora causando problemi nel 1969. Al segretario generale del partito Baʿth, Saddam Hussein, venne affidato il compito di trovare una soluzione. Era chiaro che era impossibile sconfiggere i curdi con mezzi militari e nel 1970 venne raggiunto un accordo politico tra i ribelli e il governo iracheno.
In seguito alla sconfitta araba del 1967, la Giordania divenne un focolaio di attività palestinesi. Durante questo periodo, i tentativi degli elementi dell'OLP di creare uno Stato palestinese in Giordania causarono l'intervento delle forze armate giordane contro l'OLP. Mentre lo facevano, la Siria invase la Giordania e l'Iraq trasferì una brigata a Rihab, in Giordania.

### La guerra dello Yom Kippur
L'Iraq inviò un corpo di spedizione di 60.000 uomini al fronte siriano durante la guerra dello Yom Kippur. Si trattava della 3ª e della 6ª Divisione corazzata, due brigate di fanteria, dodici battaglioni di artiglieria, e una brigata di forze speciali. Le due divisioni corazzate erano, dice Pollack, "indiscutibilmente le migliori formazioni dell'esercito iracheno." (Pollack, p. 167) Tuttavia, durante le loro operazioni sulle alture del Golan, le loro prestazioni furono terribili praticamente in ogni categoria di efficacia militare. L'intelligence militare, l'iniziativa e l'azione indipendente di piccole unità erano praticamente assenti.
Dopo la guerra, l'Iraq avviò un importante rafforzamento militare. Gli effettivi in servizio attivo raddoppiarono e così cambiò anche il numero delle divisioni, passate da sei a dodici, di cui quattro corazzate e due di fanteria meccanizzata. (Pollack, p. 182)

### La guerra Iran-Iraq

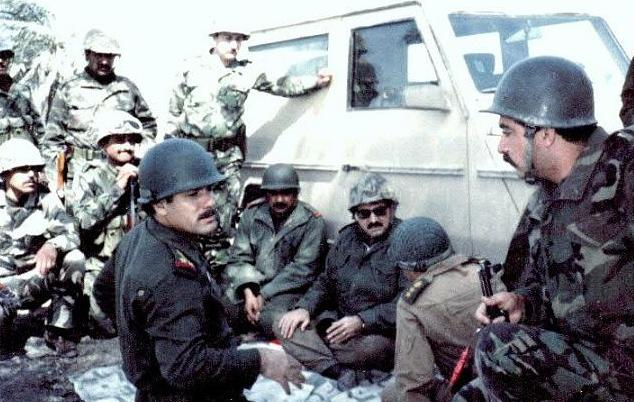
Comandanti iracheni discutono di strategia sul fronte di battaglia, 1986. Wafiq Al-Samarrai è sul centrosinistra.

Più tardi, Saddam Hussein, che cercava di costruire il potere lottando contro l'Iran, raddoppiò le dimensioni dell'esercito iracheno subito dopo lo scoppio della guerra Iran-Iraq. Nel 1981, scrive Pollack, contava 200.000 soldati in 12 divisioni e 3 brigate indipendenti, ma nel 1985 raggiunse i 500.000 uomini in 23 divisioni e nove brigate. Una stima della CIA contemporanea al 1 aprile 1983 suggerisce che l'Iraq aveva a quel tempo cinque divisioni corazzate; sette divisioni di fanteria; e due divisioni di fanteria meccanizzata con altre dieci formazioni ("molte probabilmente sono già operative"). Le prime nuove divisioni vennero create nel 1981 quando l'11ª e la 12ª Divisione della Guardia di frontiera vennero convertite in formazioni di fanteria e venne formata la 14ª Divisione fanteria. Eppure, l'aumento del numero di divisioni è fuorviante, perché durante la guerra le divisioni irachene abbandonarono l'organizzazione standard delle brigate permanenti ("organiche") assegnate ad ogni divisione. Invece i quartier generali di divisione vennero assegnati in una missione o un settore e poi assegnavano le brigate per svolgere il compito - fino a 8-10 brigate in alcune occasioni.
La guerra venne a grande costo in vite umane e danni economici - si ritiene che mezzo milione di soldati iracheni ed iraniani e civili siano morti in guerra e molti altri feriti - ma non portò risarcimenti né cambiamento di confini. Il conflitto è spesso paragonato alla prima guerra mondiale, in quanto le tattiche utilizzate rispecchiarono fedelmente quelle della guerra del 1914-1918, tra cui la guerra di trincea su larga scala, le postazioni di mitragliatrici, le cariche alla baionetta, l'uso di filo spinato attraverso le trincee e nella terra di nessuno, gli attacchi di massa di soldati e un uso intensivo da parte dell'Iraq di armi chimiche (ad esempio l'iprite) contro le truppe e i civili iraniani e curdi iracheni.

### L'invasione del Kuwait e la guerra del Golfo

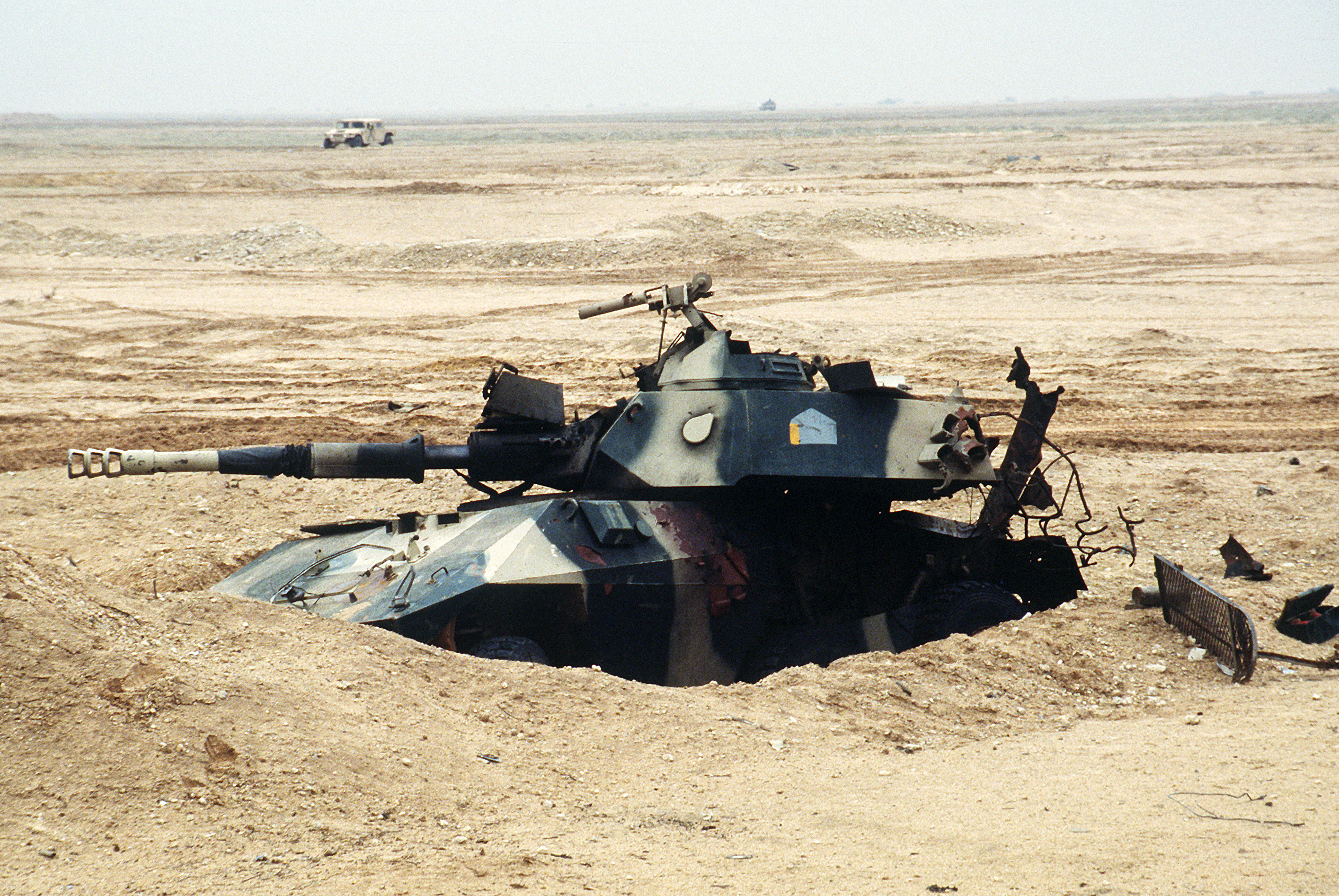
Autoblindo EE-9 Cascavel dell'esercito iracheno distrutto mentre sepolto nella sabbia a nord dell'Arabia Saudita durante l'operazione Desert Storm.

Alla vigilia dell'invasione del Kuwait, che portò alla guerra del Golfo del 1991, l'esercito venne stimato al numero di 1.000.000 uomini. Poco prima che cominciasse la guerra del Golfo, la forza comprendeva 47 divisioni di fanteria, più nove divisioni corazzate e meccanizzate, raggruppate in sette corpi d'armata. Questo dava un totale di circa 56 divisioni dell'esercito, e il totale delle divisioni della forza terrestre raggiungeva 68, quando venivano incluse le dodici divisioni della Guardia Repubblicana irachena. Anche se venne detto al momento dai media occidentali che i soldati iracheni erano circa 545.000 (anche 600.000), Friedman (1992) scrisse che sia le descrizioni qualitative che quantitative dell'esercito iracheno al momento vennero esagerate, dato che includevano sia gli elementi temporanei che gli ausiliari di supporto. Molti dei soldati iracheni erano anche giovani coscritti, con poche risorse e mal addestrati. Hussein non si fidava dell'esercito; tra le forze di sicurezza di controbilanciamento vi era l'Esercito Popolare Iracheno.

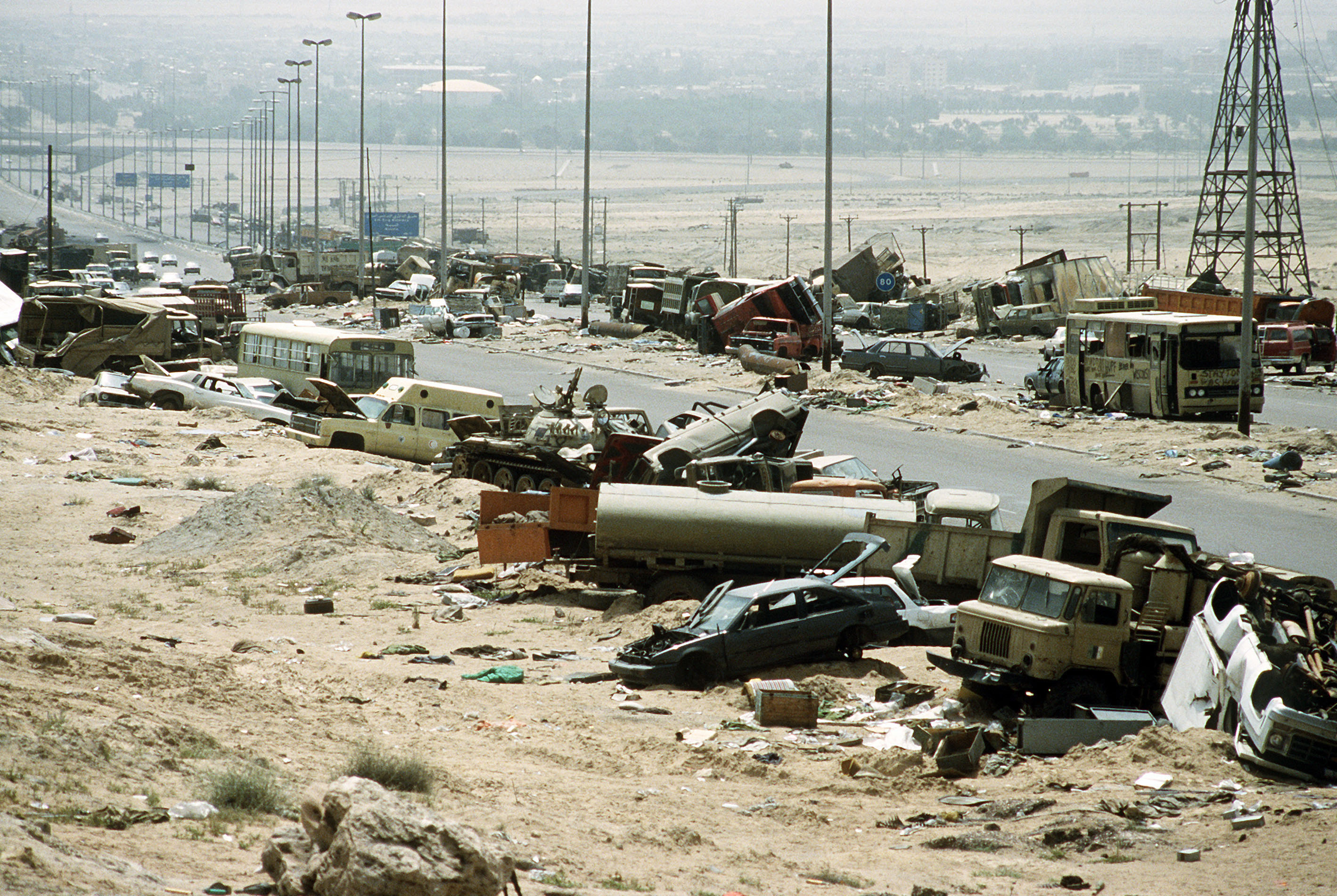
Veicoli iracheni distrutti lungo l'autostrada della morte il 18 aprile 1991.

L'ampio sostegno per l'Iraq durante la guerra Iran-Iraq significò che l'Iraq ebbe le attrezzature militari da quasi tutti i principali rivenditori dei mercati d'armi del mondo. Ciò determinò una mancanza di standardizzazione in questa grande forza eterogenea, che inoltre soffriva di scarsa formazione e scarsa motivazione. La maggior parte delle forze corazzate irachene usavano ancora i vecchi Type 59 e Type 69 cinesi, i T-55 sovietici degli anni '50 e '60, e un po' di T-72 degli anni '70 nel 1991. Queste macchine non vennero dotate di attrezzature aggiornate, come ad esempio le visioni termiche o i telemetri laser, e la loro efficacia nel combattimento moderno era molto limitata. Gli iracheni non riuscirono a trovare una contromisura efficace per le visioni termiche e i sabot tondi utilizzati dal M1 Abrams, dal Challenger 1 e dagli altri carri armati della coalizione. Questa apparecchiatura consentì ai carri armati della Coalizione di coinvolgere e distruggere i carri armati iracheni da più di tre volte la distanza in cui i carri armati iracheni potessero impegnarsi efficacemente.
Gli equipaggi dei carri armati iracheni usavano vecchi proiettori APFSDS in acciaio economico contro l'avanzata corazza Chobham dei carri armati statunitensi e britannici, con risultati disastrosi. Le forze irachene non riuscirono neanche ad utilizzare il vantaggio che poteva essere acquisito tramite la guerriglia urbana - combattendo dentro Kuwait City - che avrebbe potuto infliggere perdite significative alle forze attaccanti. Il combattimento urbano riduce la distanza nella quale si verifica il combattimento e può negare alcuni dei vantaggi tecnologici che forze ben attrezzate godono. Gli iracheni cercarono anche di usare la dottrina militare sovietica, ma l'implementazione non riuscì a causa della mancanza di abilità dei loro comandanti e degli attacchi aerei preventivi della USAF e della RAF sui centri e sui bunker di comunicazione.
Mentre il numero esatto delle vittime di combattimento irachene deve ancora essere determinato con fermezza, le fonti concordano sul fatto che le perdite furono sostanziali. Stime immediate dissero che fino a 100.000 iracheni vennero uccisi. Stime più recenti indicano che l'Iraq probabilmente sostenne tra 20.000 e 35.000 morti, anche se altre cifre mantengono ancora che le vittime avrebbero potuto essere più in alto di 200.000. Un rapporto commissionato dalla US Air Force stima 10.000-12.000 morti in combattimento iracheni nella campagna aerea e fino a 10.000 vittime nella guerra terrestre. L'analisi si basa sui rapporti dei prigionieri di guerra iracheni. È noto che tra i 20.000 e i 200.000 soldati iracheni vennero uccisi. Secondo lo studio del Progetto delle Difese Alternative, 3.664 civili iracheni e tra i 20.000 e 26.000 militari vennero uccisi nel conflitto. 75.000 soldati iracheni rimasero feriti negli scontri.

### Durante gli anni '90
L'International Institute for Strategic Studies (IISS) stimò immediatamente la composizione dell'esercito, dopo la guerra del 1991, come 6 divisioni 'corazzate'/'meccanizzate', 23 divisioni di fanteria, 8 divisioni della Guardia Repubblicana e quattro divisioni di sicurezza interna della Guardia Repubblicana. Jane's Defence Weekly del 18 luglio 1992 dichiarò che 10.000 soldati da 5 divisioni stavano combattendo contro i musulmani sciiti nelle paludi meridionali.
L'IISS diede la struttura delle forze dell'esercito iracheno dal 1º luglio 1997, sette quartier generali di Corpo d'armata, sei divisioni corazzate o meccanizzate, 12 divisioni di fanteria, 6 divisioni RGF, quattro brigate della Guardia Repubblicana Speciale, 10 commando, e due Brigate di Forze Speciali. Venne stimato 350.000 soldati, di cui 100.000 riservisti richiamati recentemente.

### L'invasione del 2003
Nei giorni precedenti l'invasione dell'Iraq del 2003 e la seguente guerra in Iraq, l'esercito era costituito da 375.000 soldati, organizzati in cinque corpi d'armata. In tutto, vi erano 11 divisioni di fanteria, 3 divisioni meccanizzate e 3 divisioni corazzate. La Guardia repubblicana consisteva tra 50.000 e 60.000 uomini (anche se alcune fonti indicano una forza fino a 80.000).
Nel gennaio 2003, prima dell'inizio dell'invasione dell'Iraq nel marzo 2003, la forza si trovava soprattutto nella parte orientale dell'Iraq. I cinque corpi d'armata erano organizzati come segue:
- 1º Corpo d'armata, nei pressi di Kirkuk consisteva nella 5ª Divisione meccanizzata, 2ª Divisione fanteria, 8ª Divisione fanteria e nella 38ª Divisione fanteria.
- 2º Corpo d'armata, nei pressi di Diyala, aveva la 3ª Divisione corazzata, la 15ª e la 34ª Divisione fanteria.
- 3º Corpo d'armata, nei pressi di al-Nasiriyya, aveva la 6ª Divisione corazzata, la 51ª Divisione meccanizzata, e l'11ª Divisione fanteria.
- 4º Corpo d'armata, nei pressi di Amarah, comprendeva la 10ª Divisione corazzata, la 14ª e la 18ª Divisione fanteria.
- 5º Corpo d'armata, nei pressi di Mosul, aveva la 1ª Divisione meccanizzata, la 4ª, la 7ª, e la 16ª Divisione fanteria.
- Forza del Deserto Occidentale, costituita da una divisione di fanteria corazzata e altre unità nell'Iraq occidentale.

Durante l'invasione dell'Iraq del 2003, l'esercito iracheno venne sconfitto in una serie di battaglie, incluse anche la Task Force Viking a nord, la battaglia di Nassiriya e la battaglia di Baghdad. L'esercito iracheno venne sciolto dal Coalition Provisional Authority Order 2, rilasciato dal Governatore statunitense dell'Iraq Paul Bremer il 23 maggio 2003, dopo la sua sconfitta decisiva. Bremer disse che non era possibile ricostituire le forze armate. Le sue giustificazioni per lo scioglimento inclusero il saccheggio del dopoguerra, che aveva distrutto tutte le basi; che le reclute in gran parte sciite dell'esercito non avrebbero risposto ad un appello di richiamo dei loro ex comandanti, che erano prevalentemente sunniti, e ricordando che l'esercito sarebbe stato un disastro politico, perché per la stragrande maggioranza degli iracheni era un simbolo della vecchia supremazia sunnita comandata dai ba'thisti.

## Formazioni dell'esercito (1922–2003)

### Corpi d'armata
- I Corpo d'armata
- II Corpo d'armata – riorganizzato come un corpo corazzato per la guerra del Golfo, che comprendeva la 17ª Divisione corazzata e la 51ª Divisione meccanizzata
- III Corpo d'armata – Nel 2003, Nassiriya era il quartier generale iracheno del III Corpo d'armata, composto dall'11ª Divisione fanteria, dalla 51ª Divisione meccanizzata, e dalla 6ª Divisione corazzata - il tutto a circa il 50 per cento di forza. La 51ª operava a sud coprendo i giacimenti petroliferi, e la 6ª era a nord vicino al-ʿAmāra, lasciando tre brigate dell'11ª Divisione fanteria a guardia della zona di al-Nasiriyya.[46]
- IV Corpo d'armata – istituito il 22 ottobre 1981 per rilevare il settore settentrionale della provincia del Khūzestān, compresi i settori di Basitin, di Shush e Dezful. Il mag. gen. Hisham Sahab al-Fakhri, in precedenza comandante della 10ª Divisione corazzata, venne nominato comandante del corpo d'armata. La 1ª Divisione meccanizzata, la 10ª corazzata e la 14ª fanteria vennero assegnate al corpo d'armata, lasciando il III Corpo d'armata con la 3ª e la 9ª Divisione corazzata, la 5ª meccanizzata e l'11ª Divisione fanteria.[47]Generali anziani dell'esercito iracheno presso la base militare di Gizlani a Mosul, anni '60.
- V Corpo d'armata

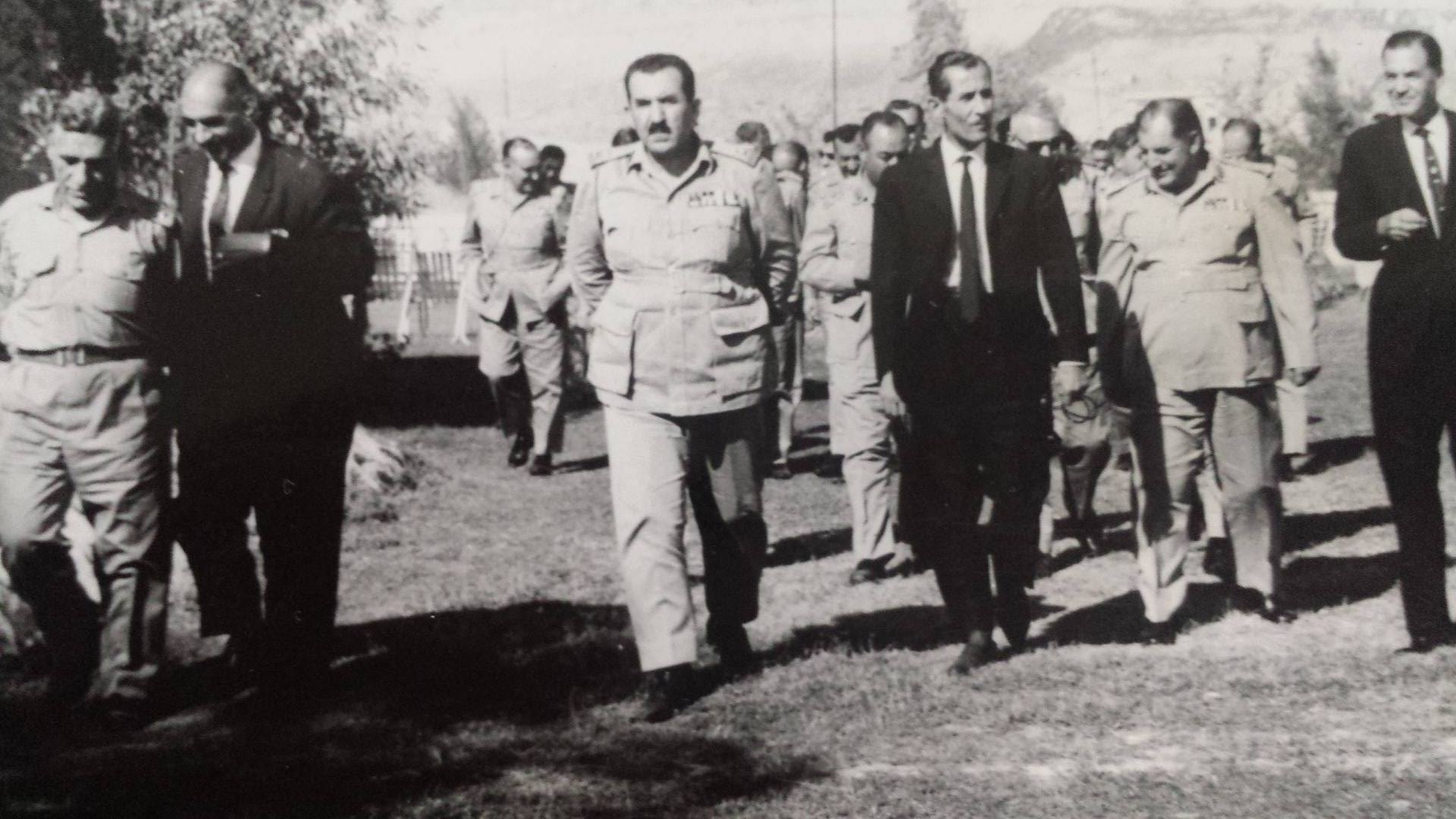
Generali anziani dell'esercito iracheno presso la base militare di Gizlani a Mosul, anni '60.

- VI Corpo d'armata – Malovany (2017) scrive che il 25 marzo 1985, una riunione dell'esercito presieduta da Saddam a Baghdad decise di trasformare il quartier generale del Tigri orientale in un corpo d'armata regolare, il VI Corpo d'armata. Doveva essere rinforzato con quattro divisioni aggiuntive; poiché la 35ª Divisione era stata trasferita al IV Corpo d'armata e la 32ª Divisione era con il quartier generale del Tigri orientale, il nuovo schieramento sarebbe stato costituito dalla 32ª Divisione come prima; la 12ª Divisione corazzata e la 2ª Divisione fanteria trasferite entrambe dal II Corpo d'armata; la 4ª Divisione fanteria e la 25ª Divisione fanteria del IV Corpo d'armata.[48] Malovany aggiunge nella stessa pagina che durante il 1986 altre due divisioni si unirono al VI Corpo d'armata, una divisione di fanteria ("apparentemente la 50ª") e la Divisione "Paludi".
- VII Corpo d'armata
- Forze della Jihad, Guerra del Golfo

### Divisioni di fanteria e meccanizzate
- 1ª Divisione, attiva almeno dal 1941. 1ª Divisione meccanizzata nella Guerra del Golfo e nella guerra in Iraq. Riformata dopo il 2003.Opera d'arte "The Iraqi soldier" sulla guerra del Golfo nel Fort Lewis Military Museum.

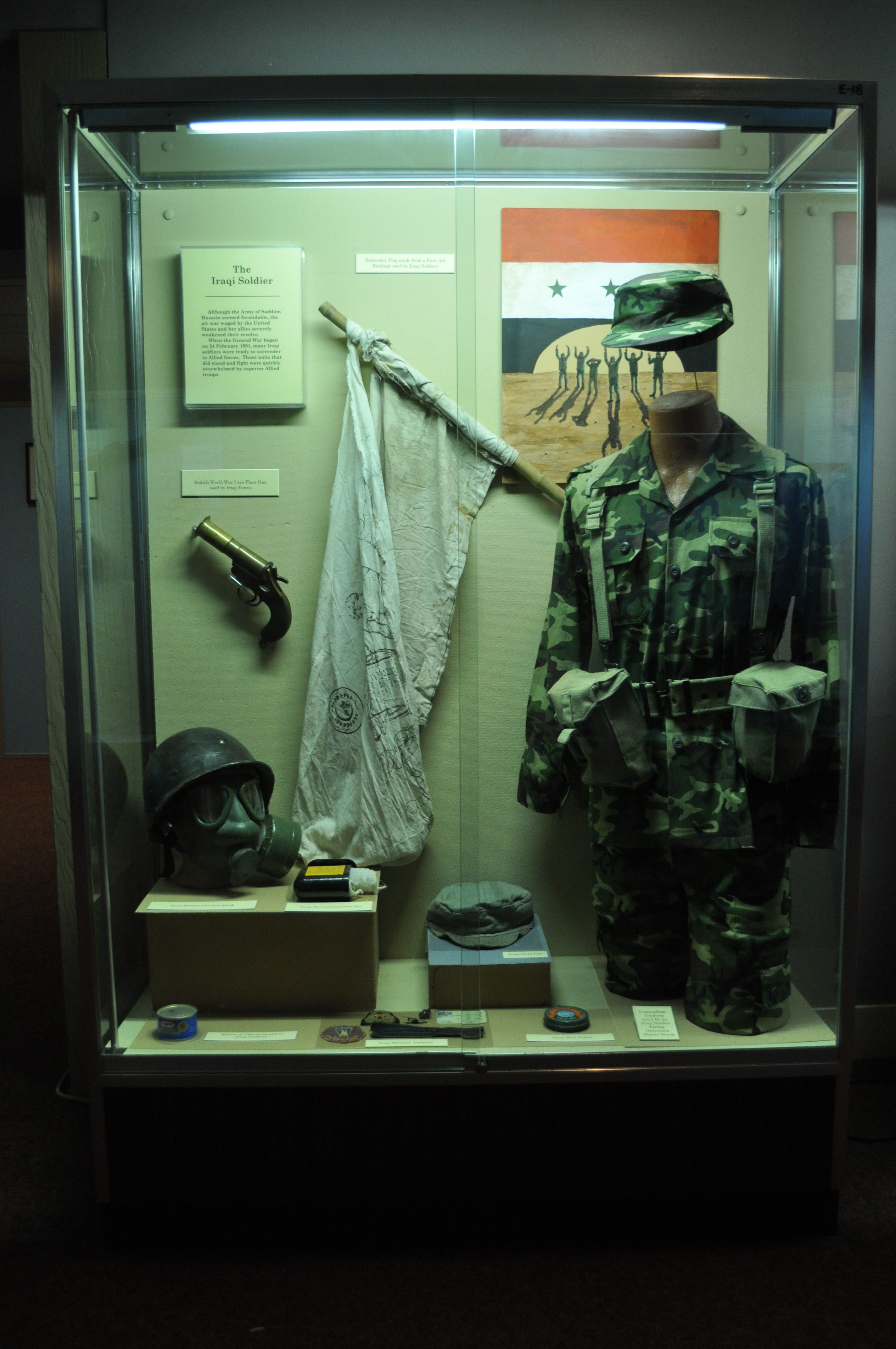
Opera d'arte "The Iraqi soldier" sulla guerra del Golfo nel Fort Lewis Military Museum.

- 2ª Divisione, attiva almeno dal 1941
- 3ª Divisione, attiva almeno dal 1941. Servì nella guerra Iran-Iraq
- 4ª Divisione, attiva almeno dal 1941. Come 4ª Divisione fanteria da montagna, servì nella guerra Iran-Iraq
- 5ª Divisione, attivata nel 1959. Servì nella guerra Iran-Iraq. Come 5ª Divisione meccanizzata, combatté nella Battaglia di Khafji.
- 7ª Divisione, servì nella seconda battaglia di al-Fāw del 1988
- 8ª Divisione. Come 8ª Divisione fanteria da montagna, ha servito nella guerra Iran-Iraq
- 11ª Divisione, ha servito nella guerra Iran-Iraq e nella guerra del Golfo
- 14ª Divisione
- 15ª Divisione, ha servito nella guerra Iran-Iraq (Operazione Beit-ol-Moqaddas)
- 16ª, 18ª, 19ª, 20ª, 21ª, 22ª, 23ª, 24ª, 25ª Divisione,
- 26ª, 27ª,[49] 28ª, 28ª, 30ª, 31ª, 33ª, 34ª, 36ª, 37ª, 38ª Divisione
- 39ª, 42ª, 44ª, 45ª, 46ª, 47ª, 48ª, 49ª, 50ª Divisione
- 51ª Divisione meccanizzata (Iraq) (seri problemi di morale prima dell'invasione; previste ondate anti-Saddam a Bassora e Az Zubayr, aveva piani di emergenza per "porre fine agli agenti nemici e alla folla".[50] Arresasi durante Iraqi Freedom, 22 marzo 2003[51])
  - 53ª, 54ª, 56ª Divisione
- Eisenstadt ha riferito che 'circa otto divisioni di fanteria rimangono disperse' a partire dal marzo 1993.[36]

### Divisioni corazzate fino al 2003
- 3ª Divisione corazzata, attiva dal 1967, servì nella guerra dello Yom Kippur e nella guerra Iran-Iraq
- 6ª Divisione corazzata, servì nella guerra dello Yom Kippur e nella guerra Iran-Iraq
- 9ª Divisione corazzata, servì nella guerra Iran-Iraq, sciolta dopo la prima battaglia di Bassora/Operazione Ramadan, luglio 1982 (Pollack p. 205). Riformata dopo il 2003.
- 10ª Divisione dorazzata, servì nella guerra Iran-Iraq e nella guerra del Golfo con le Forze della Jihad (corpo d'armata)
- 12ª Divisione corazzata, servì nella guerra del Golfo con le Forze della Jihad (corpo d'armata)
- 17ª Divisione corazzata  17th Armored Division.
- 52ª Divisione corazzata

### Brigate
La 65a, la 66ª e la 68ª Brigata Forze speciali e la 440ª Brigata di Marina erano attive durante la guerra del Golfo. (Eisenstadt)

## Riforma dell'esercito

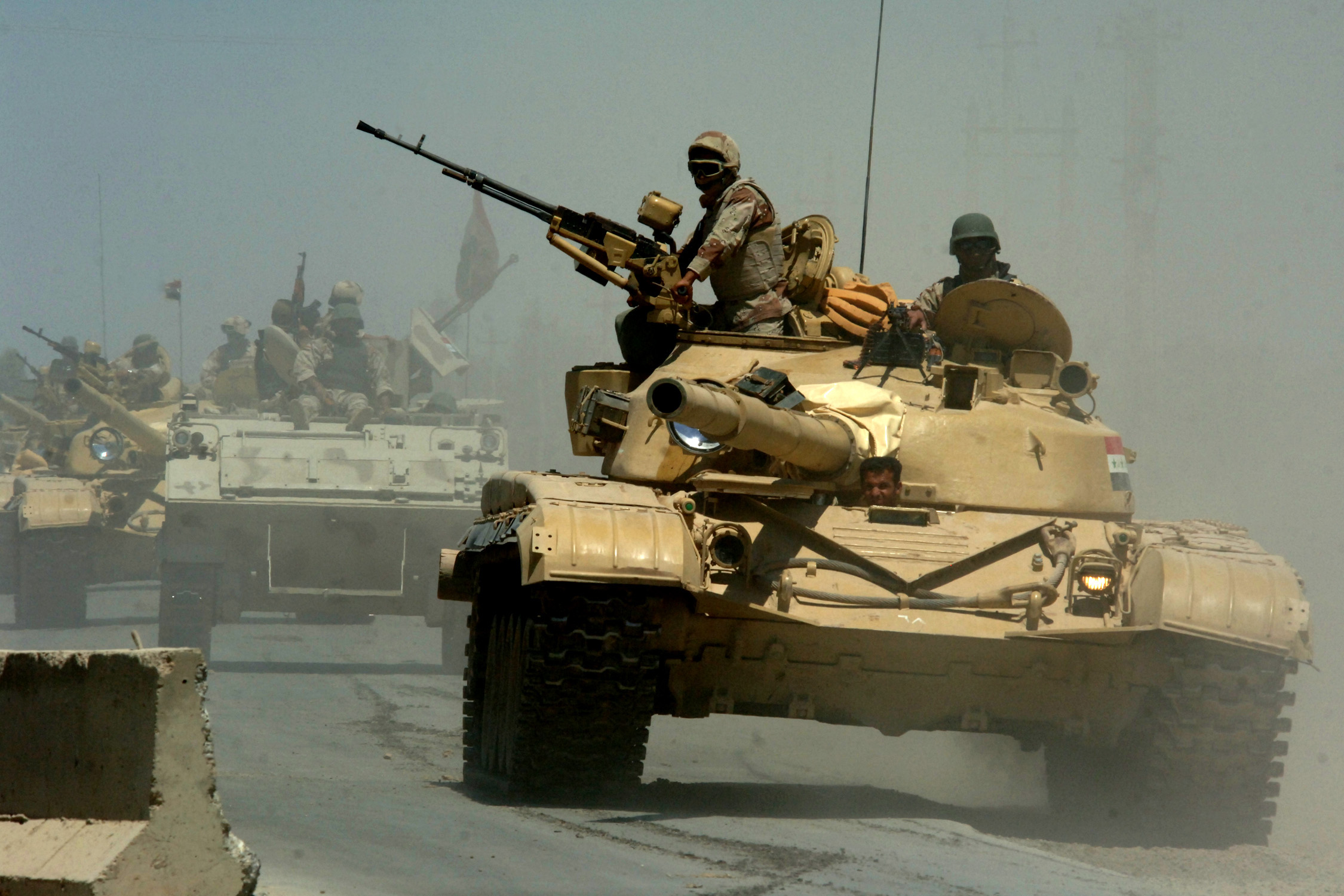
Carri armati iracheni Asad Babil e un M113 APC dalla 9ª Divisione Meccanizzata passano attraverso un posto di blocco autostradale a Mushahada, Iraq.

Sulla base delle aspettative dell'amministrazione Bush che le forze della coalizione sarebbero state accolte come liberatrici, dopo il rovesciamento del regime di Hussein, i pianificatori prebellici si aspettavano solo poca o nessuna resistenza da parte del popolo iracheno. Quindi il nuovo esercito era inizialmente focalizzato su operazioni di difesa esterne. Il nuovo esercito era originariamente destinato a comprendere 27 battaglioni in tre divisioni per un totale di 40.000 soldati in tre anni. La Vinnell Corporation venne incaricata di addestrare i primi nove battaglioni.
Il Coalition Military Assistance Training Team (CMATT), guidato dal mag. gen. Paul Eaton, era l'organizzazione istituita dal Dipartimento della difesa con la responsabilità dell'addestramento e dello sviluppo del nuovo esercito. Il 2 agosto 2003, il primo battaglione di nuove reclute dell'esercito iracheno iniziò un corso di addestramento di nove settimane presso una base di addestramento a Qaraqosh. Essi si diplomarono il 4 ottobre 2003.
Nel frattempo, il nuovo esercito era stato formalmente istituito con il Coalition Provisional Authority Order 22 del 18 agosto 2003.
Il 5 aprile del 2004, alcuni battaglioni iracheni rifiutarono di combattere come parte della forza impegnata nella prima battaglia di Falluja. Il 5º Battaglione era tra le nuove unità irachene che combatterono a Fallujah. Nel giugno 2004, il CMATT venne sciolto e trasmise le proprie responsabilità al Multi-National Security Transition Command - Iraq (MNSTC-I) (inizialmente guidato dal tenente generale David Petraeus) con il nuovo focus di garantire la sicurezza per il popolo iracheno dalla minaccia emergente posta dall'insurrezione irachena.
Mentre l'esercito regolare si stava formando, i comandanti americani in tutto il paese avevano bisogno di truppe aggiuntive in modo più rapido, e quindi venne formato il Corpo di protezione civile iracheno (più tardi diventato Guardia Nazionale irachena). I comandanti della coalizione formarono queste unità di milizia separatamente in ciascuna zona; solo successivamente vennero gradualmente portate insieme come una sola forza. Ci sono stati diversi casi in cui si rifiutarono d'intraprendere un'azione militare contro connazionali iracheni, come a Falluja, disertarono, o presumibilmente aiutarono la resistenza. Si afferma che la maggior parte delle guardie vennero tratte dalla maggioranza sciita nell'Iraq meridionale o dalla maggioranza curda nell'Iraq settentrionale, piuttosto che dalla zona sunnita che gli venne ordinato di attaccare. Nel settembre 2004, un membro anziano della Guardia nazionale, il generale Talib al-Lahibi, venne arrestato con l'accusa di avere legami con gruppi di insorti. Nel dicembre 2004, venne annunciato che la Guardia nazionale irachena sarebbe stata sciolta. In quel momento la sua forza era ufficialmente oltre i 40.000 uomini. Le sue unità divennero parte dell'esercito. L'assorbimento della GNI da parte dell'esercito regolare sembra aver avuto luogo il 6 gennaio del 2005, Giornata dell'Esercito.
Il 14 agosto 2004, venne istituita la NATO Training Mission - Iraq per aiutare le forze armate irachene, tra cui l'esercito. Il 20 settembre la provvisoria Brigata di Falluja si sciolse dopo essere stata mandata per assicurare la città. L'esperimento della Brigata di Fallujah di utilizzare ex insorti per assicurare una città non venne ripetuto.
L'addestramento militare venne trasferito dalla Vinnell Corporation al Dipartimento della difesa degli Stati Uniti d'America supportato da alleati degli Stati Uniti, ed è ora svolto da tre battaglioni di addestramento iracheni. L'addestramento è stato ostacolato dall'instabilità domestica, dall'infiltrazione di insorti e dall'alto tasso di diserzione. Dal giugno 2004, la collaborazione tra le forze della coalizione e le forze irachene è aumentata a causa del crescente numero di battaglioni nell'esercito iracheno, che poi si aggirava intorno a 115. Di questo numero, si è ritenuto che 80 di loro fossero in grado di svolgere operazioni sul campo con il supporto della Coalizione limitato alla logistica e alla pianificazione strategica, mentre altri 20-30 battaglioni avevano ancora bisogno di un importante supporto della Coalizione per svolgere le loro operazioni. Al 5 ottobre 2005 l'esercito iracheno aveva 90 battaglioni addestrati abbastanza bene da essere "schierati in modo indipendente", cioè senza l'aiuto di altri come gli Stati Uniti.

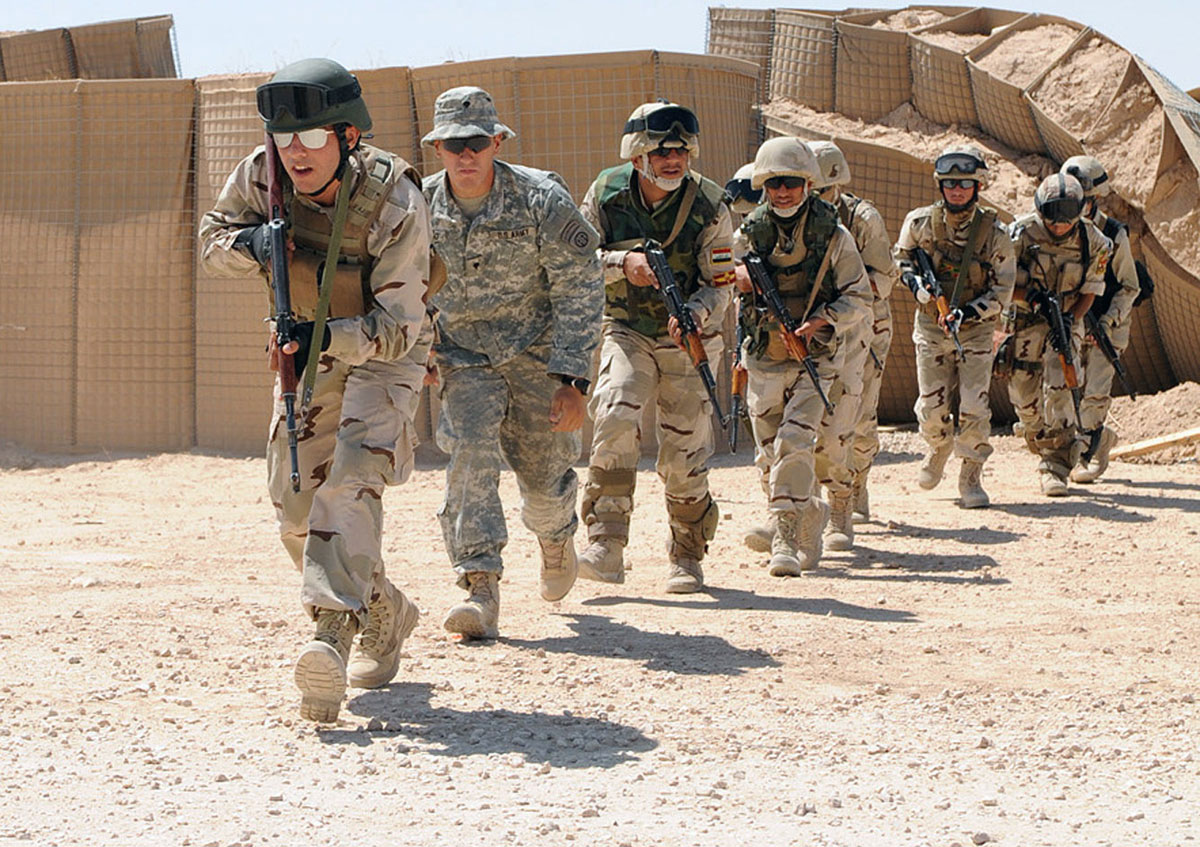
Commando iracheni si addestrano sotto la supervisione dei soldati della 82ª Divisione aviotrasportata statunitense.

Il 3 maggio 2006, ebbe luogo un significativo sviluppo di comando e controllo. Il centro di comando e di controllo dell'esercito iracheno aprì in una cerimonia presso il quartier generale del Comando forze terrestri irachene (IFGC) a Camp Victory. L'IGFC venne istituito per esercitare il comando e il controllo delle forze assegnate dell'esercito iracheno e, assumendo il controllo operativo, per pianificare e dirigere le operazioni per sconfiggere l'insurrezione irachena. A quel tempo, l'IFGC era comandato dal tenente generale Abdul-Qadar. Nel 2006 le dieci divisioni pianificate iniziarono ad essere certificate e si assunsero la responsabilità del campo di battaglia: la 6ª e l'8ª prima del 26 giugno 2006, la 9ª, il 26 giugno 2006, la 5ª il 3 luglio 2006, la 4ª l'8 agosto del 2006, e la 2ª il 21 dicembre 2006. Dopo che le divisioni vennero certificate, iniziarono ad essere trasferite dal controllo operativo degli Stati Uniti al controllo iracheno dell'IGFC. L'8ª Divisione venne trasferita il 7 settembre del 2006, e la 3ª Divisione il 1º dicembre 2006. Anche un'altra divisione non specificata venne trasferita al controllo dell'IGFC. Alla catena di comando irachena vennero trasferite anche unità logistiche più piccole: il 1º novembre 2006, il 5º Reggimento trasporto motorizzato (MTR) fu il quinto dei nove MTR da trasferire alle divisioni dell'esercito iracheno. I piani del 2007 includevano, diceva il MNF-I, grandi sforzi per rendere l'esercito iracheno in grado di sostenersi logisticamente.
A partire dal 26 giugno 2006, tre divisioni irachene, 18 brigate e 69 battaglioni erano in controllo del campo di battaglia (tra cui due battaglioni di commando della polizia).

### 2008

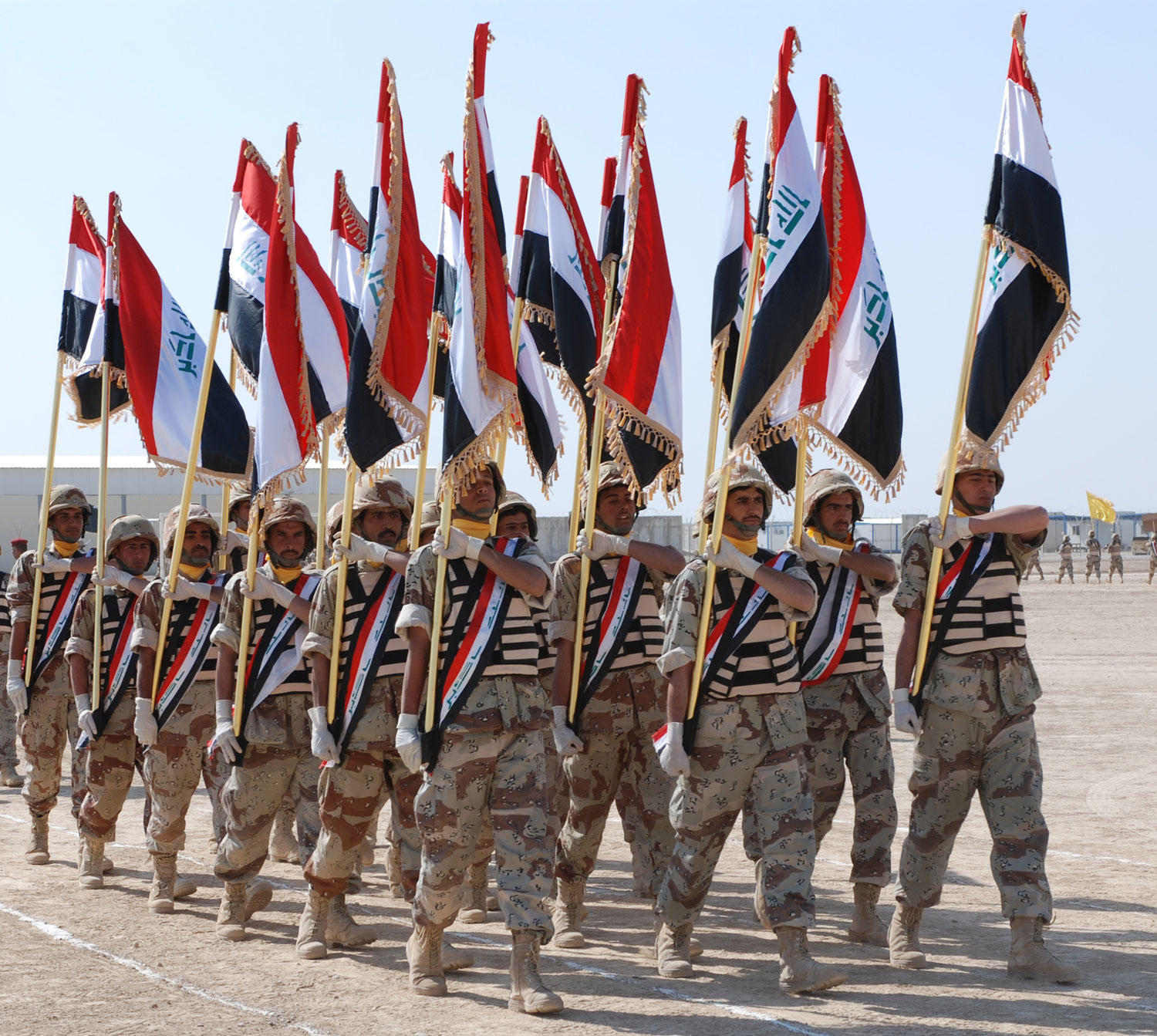
I membri della 3ª Brigata, 14ª Divisione partecipano a una parata per i membri militari iracheni e della Coalizione presenti alla cerimonia di diploma, 13 febbraio.

Il 25 marzo 2008, l'esercito iracheno lanciò la sua prima operazione di alto profilo a livello di divisione esclusivamente pianificata ed eseguita, l'Operazione di Carica dei Cavalieri a Bassora. Ricevettero il sostegno della Coalizione multinazionale in Iraq solo a supporto aereo, logistico e tramite consulenti incorporati. Inoltre, una brigata di fanteria britannica, parte della Multi-National Division Sud-Est, di stanza a Bassora, era pronta in un ruolo di sorveglianza tattica. La loro partecipazione venne limitata alla fornitura di squadre di addestramento integrate.
Nel mese di aprile-giugno 2008, due brigate dell'11ª Divisione, sostenute da forze statunitensi, si spostarono nel settore meridionale di Sadr City. Esse avevano il compito di fermare razzi e colpi di mortaio su basi USA e nella Zona verde. A seguito dell'assedio di Sadr City - un mese di combattimenti - l'Esercito del Mahdi accettò di lasciare le forze irachene nella parte rimanente della città. Il 20 maggio, le truppe irachene della 3ª Brigata della 1ª Divisione (Forza di Reazione irachena) e una brigata della 9ª Divisione si trasferirono nei distretti settentrionali di Sadr City e cominciarono operazioni di sfollamento.
In maggio – le forze dell'esercito iracheno lanciarono l'Operazione Ruggito del Leone (in seguito rinominata Operazione Madre delle Due Primavere) a Mosul e nelle zone circostanti il governatorato di Ninive. L'Iraq divenne uno dei principali acquirenti di attrezzature militari statunitensi scambiando i suoi fucili d'assalto AK-47 per i più accurati fucili M-16 e M-4 statunitensi, tra le altre attrezzature.
Nel giugno 2008 l'esercito trasferì truppe nel governatorato meridionale di Maysan. A seguito di un'amnistia di quattro giorni per gli insorti per consegnare le armi, l'esercito iracheno si trasferì nel capoluogo di Amara.

### 2012
Ciascuno dei comandi operativi congiunti e multi-agenzia include anche il Dipartimento per l'applicazione delle frontiere (DBE), la polizia federale, la polizia di emergenza, la polizia petrolifera, l'FPS, ecc. nel loro comando e l'esercito iracheno.
A partire dall'autunno del 2012, l'esercito iracheno era organizzato come segue:
- Centro operazioni nazionali – Baghdad
  - Centro operativo di Baghdad – Baghdad[68] – Tn. gen. Abud Qanbar
    - Comando Area di Karkh (KAC) – Baghdad occidentale. Responsabile dei distretti di sicurezza di Kāẓimiyya, Karkh, Manṣūr, Bayya' e Doura.
    - Comando Area di Rusafa (RAC) – Baghdad orientale. Responsabile dei distretti di sicurezza di Aʿẓamiyya, Ruṣāfa, Sadr City, New Baghdad e Karrada.
    - 6ª Divisione motorizzata – Baghdad occidentale.
    - 9ª Divisione corazzata – Taji – Divisione certificata e si assume la responsabilità dello spazio di battaglia del Governatorato settentrionale di Baghdad il 26 giugno 2006.[69]
    - 11ª Divisione fanteria – Baghdad orientale (probabilmente progettata per diventare una divisione meccanizzata).
    - 17ª Divisione commando – QG Mahmudiya Il comandante della 17ª Divisione è stato segnalato come il mag. gen. di stato maggiore Ali Jassam Mohammad.

  - Comando operativo di Ninive[70] – Mosul
    - 2ª Divisione – Mosul, distrutta dall'ISIS nel 2014
    - 3ª Divisione motorizzata – Al-Kasik, distrutta dall'ISIS nel 2014
    - 15ª Divisione Formata nel 2015
    - 16ª Divisione

  - Comando operativo di Diyala – Sulaymaniyya, Diyala, Kirkuk, Salah al-Din
    - 4ª Divisione motorizzata – Tikrit – Divisione certificata l'8 agosto 2006.[71]
    - 5ª Divisione fanteria (Iron) – Governatorato di Diyala – Divisione certificata il 3 luglio 2006.[72]
    - 12ª Divisione motorizzata – Tikrit – separata dalla 4ª Div a metà del 2008

  - Comando operativo di Bassora – Bassora
    - 8ª Divisione commando – QG Diwaniya
    - 10ª Divisione commando – Al-Nasiriyya
    - 14ª Divisione – Bassora[73] – comandante di divisione mag. gen. Abdul Aziz Noor Swady al Dalmy[74]

  - Comando operativo di Anba – Ramadi
    - 1ª Divisione fanteria – distrutta dall'ISIS a Falluja nel 2014
    - 7ª Divisione fanteria – Ramadi, provincia di Al Anbar occidentale – trasferita al Comando forze terrestri irachene il 1º novembre 2007.[75]

### U.S. Military Transition Teams
Fino al 2010-2011, tutti i battaglioni dell'esercito iracheno avrebbero dovuto avere team militari di transizione statunitensi incorporati. I MiTT fornivano servizi di intelligence, comunicazioni, supporto antincendio, logistica e consigli sulle tattiche di fanteria. Le operazioni su larga scala venivano spesso eseguite in collaborazione con le forze statunitensi. L'addestramento mirava a rendere il battaglione autosufficiente dal punto di vista tattico, operativo e logistico in modo che il battaglione fosse pronto ad assumersi la responsabilità di una particolare area.
A marzo 2007, il Dipartimento della Difesa degli Stati Uniti riferiva che 6000 consiglieri in più di 480 squadre erano incorporati nelle unità irachene. Tuttavia, ad aprile, il Congressional Research Service riferì che solo circa 4000 forze statunitensi erano integrate con unità irachene a un tasso di 10 per battaglione. L'ex analista dell'esercito americano Andrew Krepinevich sostenne che i circa dodici consiglieri per battaglione iracheno (circa 500 soldati) erano meno della metà della quantità sufficiente necessaria per implementare in modo efficiente lo sforzo di consulenza di combattimento.  Krepinevich sosteneva che gli ufficiali cercavano di evitare di assumere compiti di consulenza a causa della pratica dell'esercito degli Stati Uniti di dare la priorità alla promozione di ufficiali che servivano con un'unità degli Stati Uniti rispetto a quelli che servivano con forze straniere.
I consiglieri rimasero dopo che tutte le brigate da combattimento statunitensi lasciarono l'Iraq nell'agosto 2010. Queste truppe dovevano lasciare l'Iraq entro il 31 dicembre 2011 in base a un accordo tra i governi degli Stati Uniti e dell'Iraq.

### 2014–2016
Nell'estate del 2014, grandi elementi dell'esercito iracheno sono stati sconfitti da una forza molto più piccola e meno attrezzata dello Stato Islamico. Lo Stato Islamico riuscì a conquistare vaste aree della provincia di Anbar e della seconda città più grande dell'Iraq, Mosul.
I problemi di bilancio continuarono a ostacolare l'organizzazione delle unità di supporto al combattimento e di supporto al servizio di combattimento. La mancanza di soldati che entravano nel campo di addestramento stava costringendo i leader iracheni a tutti i livelli ad affrontare la duplice sfida di equipaggiare e addestrare unità abilitanti al di fuori della forza lavoro esistente. Nel budget del Pentagono 2015, vennero richiesti ulteriori 1,3 miliardi di dollari per fornire armi all'esercito iracheno. Tuttavia, il New York Times riferì che "alcune delle armi recentemente fornite dall'esercito sono già finite sul mercato nero e nelle mani di combattenti dello Stato Islamico. Lo stesso articolo del novembre 2014 sosteneva che la corruzione è endemica nell'esercito iracheno. Citò il colonnello Shaaban al-Obeidi delle forze di sicurezza interna, che disse a David D Kirkpatrick del giornale: "La corruzione è ovunque". L'articolo affermava che un generale iracheno è conosciuto come "chicken guy" a causa della sua reputazione di vendere le provviste di pollame dei soldati.
Le divisioni stanno formando unità del Genio, logistiche, di mortaio e di altro tipo identificando le unità sovradimensionate, come i battaglioni d'intelligence, sorveglianza e ricognizione (ISR) ed altri elementi del quartier generale, e quindi trasferendole secondo necessità.
I problemi includono l'infiltrazione e uno sforzo consultivo degli Stati Uniti insufficiente. Il nuovo esercito mirava a escludere le reclute che erano membri delle organizzazioni di sicurezza e d'intelligence dell'ex regime, il personale della Guardia repubblicana speciale, i membri di alto livello del Partito Ba'ath e le organizzazioni di sicurezza e milizia del Partito Ba'ath. Tuttavia, è ampiamente noto che l'esercito è stato infiltrato da una moltitudine di gruppi che vanno dalle milizie locali agli insorti stranieri. Ciò ha portato a morti molto pubblicizzate e ad operazioni compromesse.

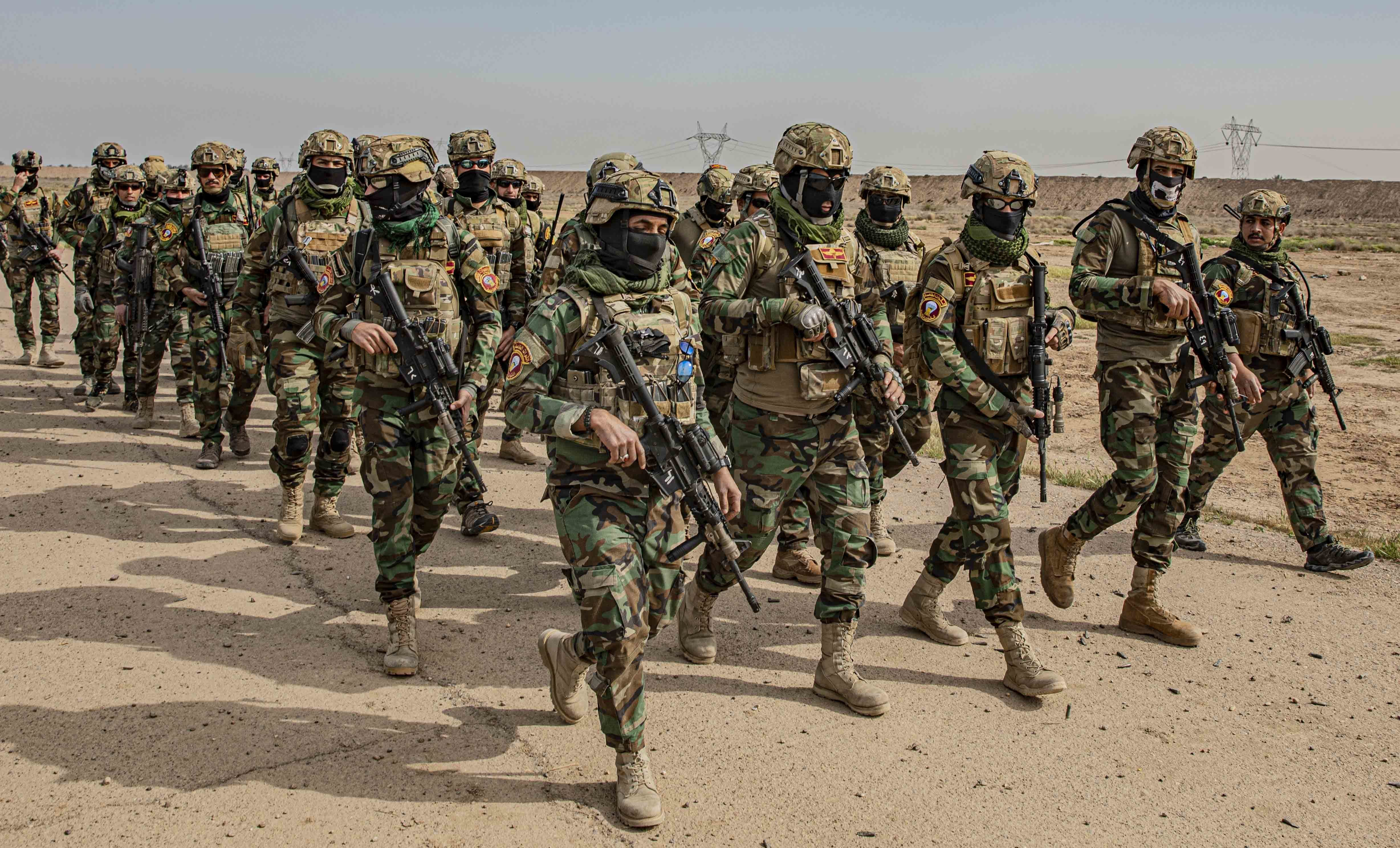
Forze speciali irachene che indossano maschere e sono armati con carabine M4A1, marzo 2020.

Le Forze per le operazioni speciali irachene sono una componente finanziata dal Ministero della Difesa (Iraq) che riferisce direttamente al primo ministro dell'Iraq. Alla fine di giugno 2014, dopo l'offensiva su larga scala dello Stato Islamico dell'Iraq e del Levante nel nord dell'Iraq, venne riferito che l'ISIS "ha preso i depositi di armi della 2ª e della 3ª Divisione [dell'esercito iracheno] a Mosul, della 4ª Divisione a Salah al Din, della 12ª Divisione nelle aree vicino a Kirkuk e di un'altra divisione a Diyala (la 5ª Divisione)," dichiarò Jabbar Yawar, segretario generale del Ministero degli affari peshmerga curdo.
Reuters riferì che la 5ª Divisione, situata nel Governatorato di Diyala, nell'ottobre 2014 riferiva alla "catena di comando delle milizie" informale, non all'esercito iracheno, secondo diversi ufficiali militari degli Stati Uniti e della coalizione.
Un rapporto molto successivo di Small Wars Journal affermò che nel "2013 e nel 2014 la 7ª Divisione dell'esercito iracheno, al 99% sunnita, ha combattuto l'IS praticamente da sola, fino a quando non è stata quasi completamente distrutta."
Il rapporto Reuters dell'ottobre 2014 citava il tenente generale Mick Bednarek, capo dell'Ufficio per la cooperazione alla sicurezza, in Iraq dal 2013 fino a luglio 2014, secondo la stima che "l'esercito ha solo cinque divisioni funzionanti [...] la cui prontezza al combattimento varia tra il 60 e il 65 percento."
Michael Knights scrisse nel 2016 che la ricostruzione dal disastro di metà 2014 era stata costante ma "molto lenta". "A gennaio 2015 un discreto numero di brigate era stato recuperato e un paio di nuove brigate vennero costruite, ma la forza complessiva di combattimento in prima linea dell'ISF venne dimezzata a causa del logoramento nell'equipaggio di ciascuna brigata. Le unità erano più deboli e molte erano troppo demoralizzate o poco equipaggiate per fare di più che restare sul posto. Un anno dopo, nel gennaio 2016, sono stati compiuti progressi significativi in termini di forze disponibili, anche se in gran parte rimescolando il personale e formando una dozzina di nuove e piccolissime brigate da 1.000 soldati." Sono state identificate le nuove 15ª e 16ª Divisione, che sembrano comprendere alcune delle nuove brigate menzionate da Knights, tra cui la 71ª, la 72ª, la 73ª, la 75ª e la 76ª.
L'Institute for the Study of War affermò nel suo rapporto sulla situazione del 29 dicembre 2014 che "[...] la 19ª Divisione è una nuova formazione militare destinata a includere membri della 2ª, della 3ª, della 4ª e della 12ª Divisione fanteria che si sciolse durante la rapida avanzata dell'ISIS nel giugno del 2014. Questa formazione includerà quasi sicuramente combattenti volontari, molto probabilmente sfollati di Mosul, che risiedono nei campi profughi. [...] La composizione settaria dell'unità sarà importante. La formazione della divisione è stata inizialmente proposta dal ministro della Difesa Khaled al-Obaidi il 4 novembre 2014 durante una visita nel Kurdistan iracheno, durante la quale ha chiesto assistenza al Governo Regionale del Kurdistan [con] la fondazione della nuova divisione nel Kurdistan iracheno e dando alla forza la responsabilità di sgomberare Mosul".

## Struttura

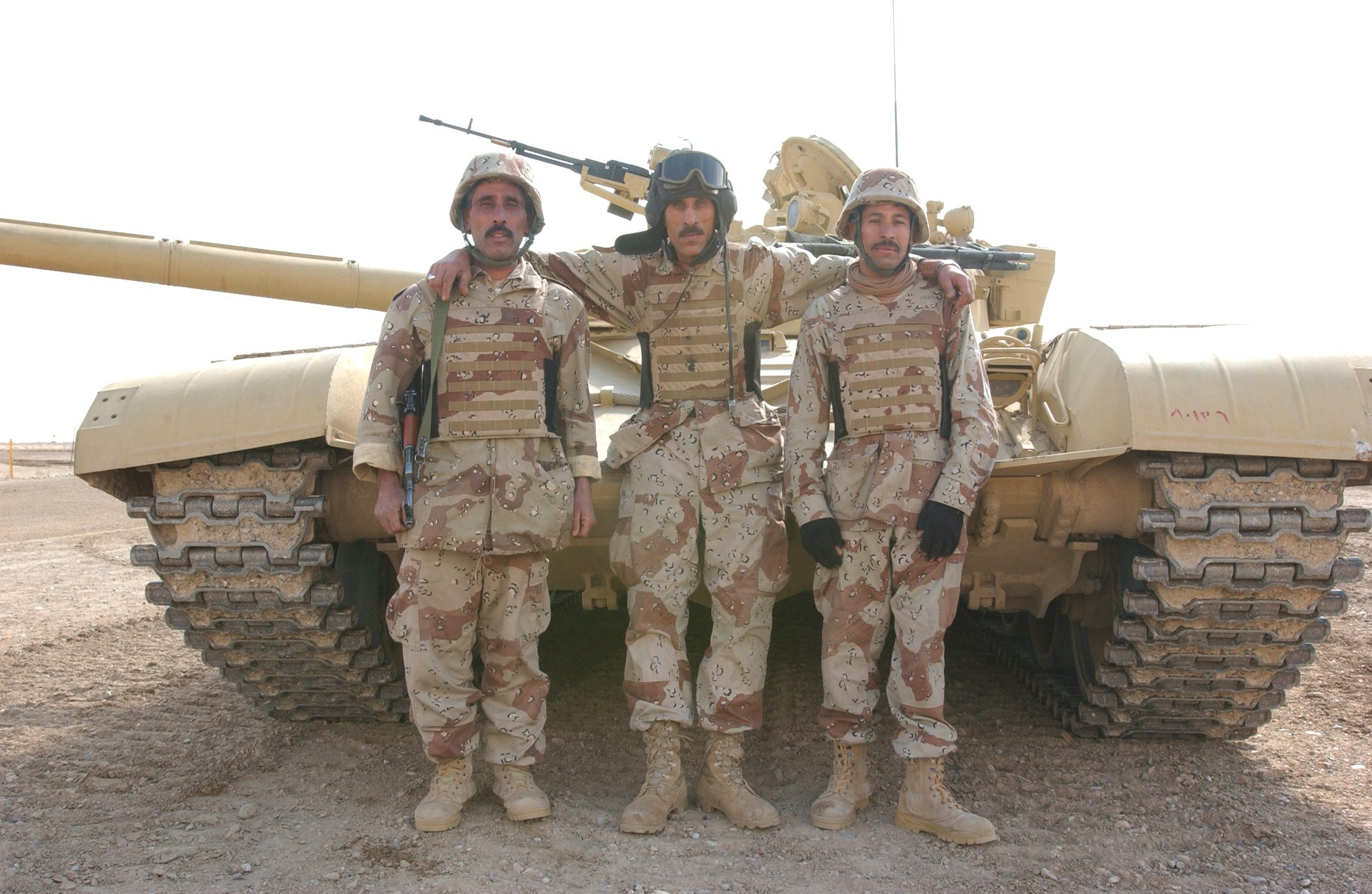
Equipaggio di un T-72 iracheno del 2º Battaglione meccanizzato, 2ª Brigata carristi, 9ª Divisione, 16 febbraio 2006.

L'esercito iracheno iniziò la guerra anglo-irachena con una forza di quattro divisioni. Una quinta venne costituita nel 1959. Con lo scoppio della guerra Iran-Iraq, la forza era cresciuta fino a nove divisioni. Nel 1990, con l'espansione del tempo di guerra, la forza era cresciuta notevolmente ad almeno 56 divisioni, rendendo l'esercito iracheno il quarto esercito più grande del mondo e uno dei più forti in Medio Oriente.
Dopo la sconfitta nella guerra del Golfo nel 1991, la dimensione della forza scese a circa 23 divisioni, così come le formazioni della Guardia Repubblicana. Il nuovo esercito formato dopo il 2003 venne progettato inizialmente per essere forte di tre divisioni, ma venne poi portato a dieci divisioni, e la forza è ora destinata a crescere a 20 divisioni.
L'House Armed Services Committee statunitense commentò nel 2007 che "è importante notare che, nel piano di schieramento iniziale, cinque divisioni dell'esercito sarebbero state legate alle regioni da cui venivano reclutate e le altre cinque sarebbero state schierabili in tutto l'Iraq. Ciò era dovuto in parte all'eredità di alcune divisioni dell'esercito formate dalle unità della Guardia Nazionale e causò alcune complicazioni in termini di rendere queste forze a disposizione per le operazioni in tutte le zone dell'Iraq, e di trasformare le forze armate in una forza veramente nazionale, non settaria.".
Secondo il rapporto del Dipartimento della difesa degli Stati Uniti d'America Measuring Safety and Security in Iraq dell'agosto 2006, i piani in quel momento chiamavano l'esercito iracheno a costruire una forza fino a circa 300.000 persone. Questa era basata su un esercito con 10 divisioni di fanteria e 6 divisioni di fanteria meccanizzata composte da 36 brigate e 113 battaglioni di fanteria (91 di fanteria, 12 di forze speciali, 24 di fanteria meccanizzata, 60 battaglioni corazzati, 1 di sicurezza). Nove Reggimenti trasporto motorizzato, 5 battaglioni della logistica, 2 battaglioni di sostegno, 5 Unità di supporto regionale (RSU), e 91 Unità di guarnigione di supporto (Gsus) hanno lo scopo di fornire supporto logistico per ogni divisione, provvedendo il Deposito Nazionale di Taji alla manutenzione ed al rifornimento. Ogni battaglione, brigata e quartier generale di divisione sarà supportato da una sede centrale e da una compagnia di servizio (HSC) fornente supporto logistico e di manutenzione per la sua organizzazione madre. L'esercito comprenderà anche 17 SIB e una Brigata di Forze per operazioni speciali composta da due battaglioni operativi speciali.
L'esercito iracheno è composto da nove comandi congiunti regionali. I Comandi operativi congiunti rientrano sotto il comando del Centro operazioni nazionali. Il Comando forze terrestri irachene non comanda direttamente divisioni dell'esercito.
A partire da luglio 2009, l'esercito iracheno aveva 14 divisioni (dalla 1ª alla 12ª, 14ª, e 17ª, la designazione 13ª non in uso), contenenti 56 brigate da combattimento o 185 battaglioni. La 6ª e la 17ª Divisione risultano ancora disperse con le loro brigate di manovra. Entro aprile 2010, il totale di battaglioni da combattimento era salito a 197. Ogni divisione ha quattro brigate di linea, un reggimento del Genio e un reggimento di supporto.
Tre delle 56 brigate non sono brigate combattenti del Comando forze terrestri irachene e non sono assegnate ad una divisione. Sono la Brigata di Baghdad, formata nell'autunno del 2008, la 1ª Brigata presidenziale, costituita nel gennaio 2008, e la 2ª Brigata presidenziale, formata nella primavera del 2009.
Alla fine del 2020, l'International Institute for Strategic Studies ha stimato che l'esercito era di circa 180.000 uomini, con tre brigate FS, un quartier generale di una brigata di ranger che supervisionava un battaglione di ranger; la 9ª Divisione corazzata (2 brg. cor., 2 brg. mecc.); la 5ª, l'8ª e la 10ª Divisione con quattro brigate di fanteria meccanizzata ciascuna; la 7ª Divisione meccanizzata con 2 brg. fant. mecc. e 1 brg. fant.; la 6ª Divisione motorizzata con tre brigate di fanteria motorizzata e una brigata di fanteria; la 14ª Divisione motorizzata con cinque brigate motorizzate e di fanteria; la 1ª Divisione fanteria con due brigate di fanteria; l'11ª Divisione fant. con tre brigate di fant. leggera; la 15ª Divisione fanteria con cinque brigate di fanteria; la 16ª Divisione fanteria con due brigate di fanteria; la 17ª Divisione commando con quattro brigate di fanteria; la 17ª Brigata fanteria indipendente; e la divisione delle forze di sicurezza del primo ministro di tre brigate di fanteria.

## Addestramento

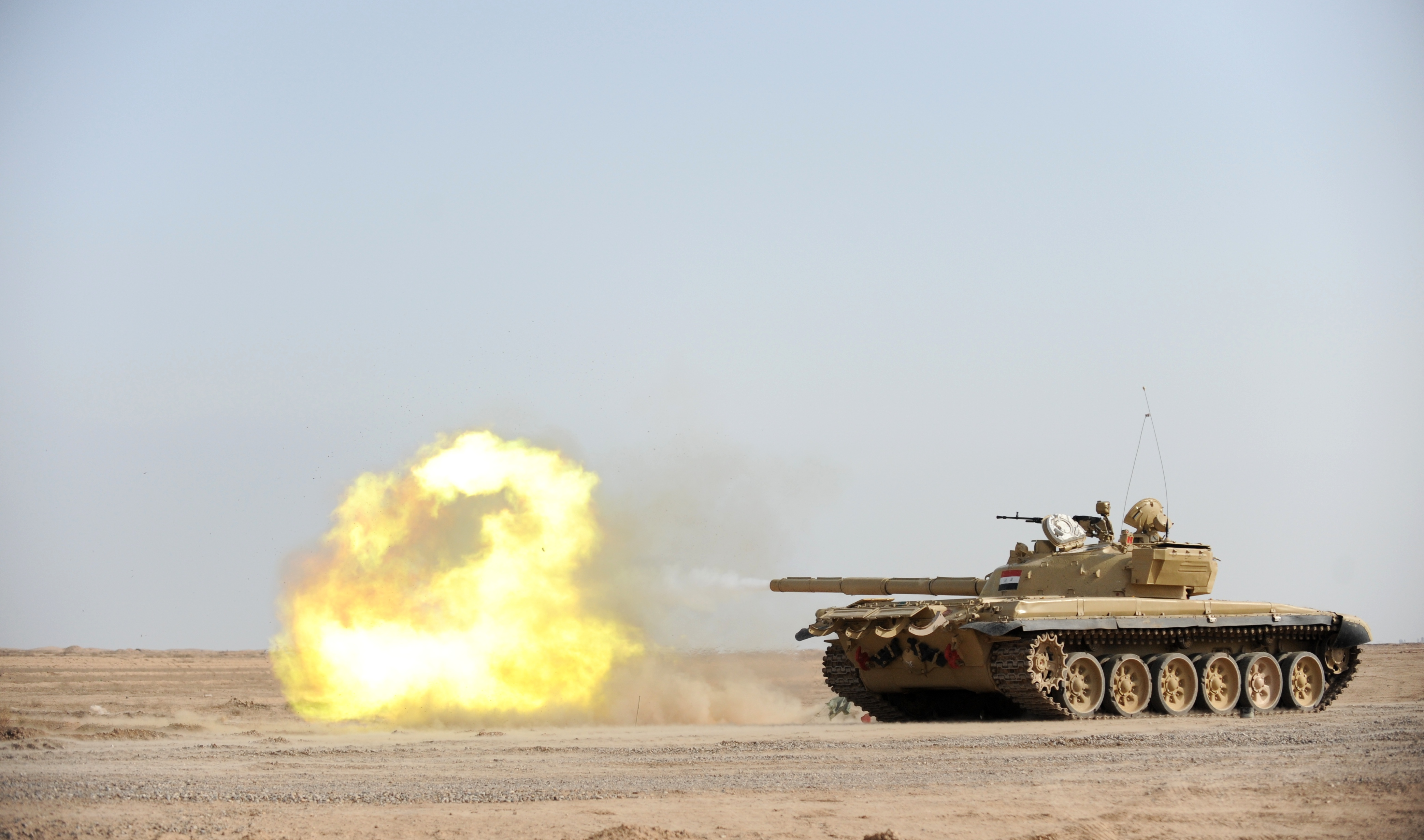
Un carro armato T-72 dell'esercito iracheno esegue un'esercitazione a fuoco al Besmaya Gunnery Range, a Besmaya, Baghdad, 28 ottobre 2008.

Ci sono tre livelli di capacità delle truppe nel nuovo esercito: uno, due e tre. Il livello tre si riferisce alle truppe che hanno appena completato l'addestramento di base, il livello due si riferisce alle truppe che sono in grado di lavorare con i soldati e il livello uno si riferisce alle truppe che possono lavorare da sole.
I membri della NATO Training Mission – Iraq (NTM-I) hanno aperto un Joint Staff College ad ar Rustamiyah a Baghdad il 27 settembre 2005 con 300 formatori. Ha avuto luogo anche l'addestramento nelle basi in Norvegia, Italia, Giordania, Germania ed Egitto e 16 paesi della NATO hanno assegnato forze allo sforzo di addestramento.
La Coalizione multinazionale in Iraq ha anche condotto una serie di programmi di addestramento sia per i soldati arruolati che per gli ufficiali, incluso l'addestramento come medico, geniere, quartiermastro e poliziotto militare. Al di là dei vari corsi e programmi che si tengono nel paese, sia gli staff college americani che le accademie militari hanno iniziato ad accogliere candidati iracheni, con allievi iracheni iscritti sia all'United States Military Academy che alla US Air Force Academy.

### Reclute e soldati arruolati
Le reclute dell'esercito iracheno subiscono un corso d'addestramento base di otto settimane standard che include abilità di soldato di base, tiro con le armi e tattiche individuali. Gli ex soldati hanno diritto a un corso abbreviato di "Addestramento per la sostituzione del reclutamento diretto" di tre settimane progettato per sostituire l'addestramento di base regolare per essere seguito da più addestramento una volta assegnati a un'unità.
I soldati in seguito si iscrivono a corsi avanzati più specifici mirati per i rispettivi campi. Ciò potrebbe comportare l'accesso alla scuola d'intelligence militare, alla scuola delle comunicazioni, alla scuola di smaltimento delle bombe, alla scuola d'artiglieria da combattimento, alla scuola del Genio e alla scuola di polizia militare.

### Ufficiali
L'Iraqi Armed Service and Supply Institute situato a Taji svolge un ruolo significativo nell'addestramento degli aspiranti sottufficiali ed ufficiali iracheni. L'addestramento si basa su un modello della Sandhurst, scelto in parte per via dei tempi di laurea più brevi rispetto a West Point. Gran parte del programma di addestramento degli ufficiali iracheni è copiato direttamente dal corso di Sandhurst.
Le principali stazioni di reclutamento del CMATT si trovano a Baghdad, Bassora e Mosul. Le reclute più desiderate sono le persone che hanno prestato servizio militare o sono esperte in professioni specifiche come il primo soccorso, l'utilizzo di attrezzature pesanti, il servizio di ristorazione e la guida di camion. Si desidera un obiettivo di reclutamento di circa mille soldati per formare alla fine un battaglione di 757 uomini. Le ricadute dei soldati di solito si verificano a causa del ritiro volontario o del mancato rispetto degli standard di addestramento.
A causa dell'attuale richiesta che questi battaglioni diventino attivi il prima possibile, i primi quattro ufficiali di battaglione, sottufficiali e soldati arruolati vengono addestrati contemporaneamente (in gruppi separati). Notevoli differenze nell'addestramento tra il CAATT e l'ex addestramento sotto il regime di Saddam includono l'istruzione sui diritti umani, le leggi sulla guerra terrestre e la tolleranza in una squadra multietnica.
Sulla base della filosofia utilizzata dalle forze armate statunitensi per aumentare le proprie dimensioni in risposta alla seconda guerra mondiale - che un esercito può essere costruito più velocemente concentrandosi sull'addestramento della sua leadership piuttosto che sui soldati arruolati - il CMATT ha perseguito una strategia simile per concentrare il reclutamento e l'addestramento di ufficiali e sottufficiali per i restanti 23 battaglioni iracheni. Dopo aver completato con successo l'addestramento degli ufficiali, questi gruppi di ufficiali formeranno il quadro di comando del battaglione, che sarà quindi responsabile della supervisione del proprio reclutamento, addestramento e preparazione dei suoi uomini arruolati. Si spera che la formazione della leadership irachena possa superare i problemi affrontati dal processo di formazione del CAATT; vale a dire reclutamento, diserzione e lealtà all'unità.

### Gradi
| Ufficiali | Ufficiali    | Ufficiali | Ufficiali | Ufficiali | Ufficiali | Ufficiali | Ufficiali | Ufficiali | Ufficiali      | Ufficiali |
| --------- | ------------ | --------- | --------- | --------- | --------- | --------- | --------- | --------- | -------------- | --------- |
|           |              |           |           |           |           |           |           |           |                |           |
| Mushīr    | Farīq 'awwāl | Fārīq     | Līwa'ā    | Amīd      | Aqīd      | Muqāddām  | Rāyīd     | Nāqīb     | Mulāzīm 'awwāl | Mulāzīm   |
| مشير      | فريق أول     | فريق      | لواء      | عميد      | عقيد      | مقدم      | رائد      | نقيب      | ملازم أول      | ملازم     |

| Sergenti e graduati | Sergenti e graduati | Sergenti e graduati | Comuni       | Comuni |
| ------------------- | ------------------- | ------------------- | ------------ | ------ |
|                     |                     |                     |              |        |
| Rayiys eurafa'      | Arīf                | Nāyīb arīf          | Jundī 'awwāl | Jundī  |
| رقيب أول            | رقيب                | نائب عريف           | جندي أول     | جندى   |

## Equipaggiamento

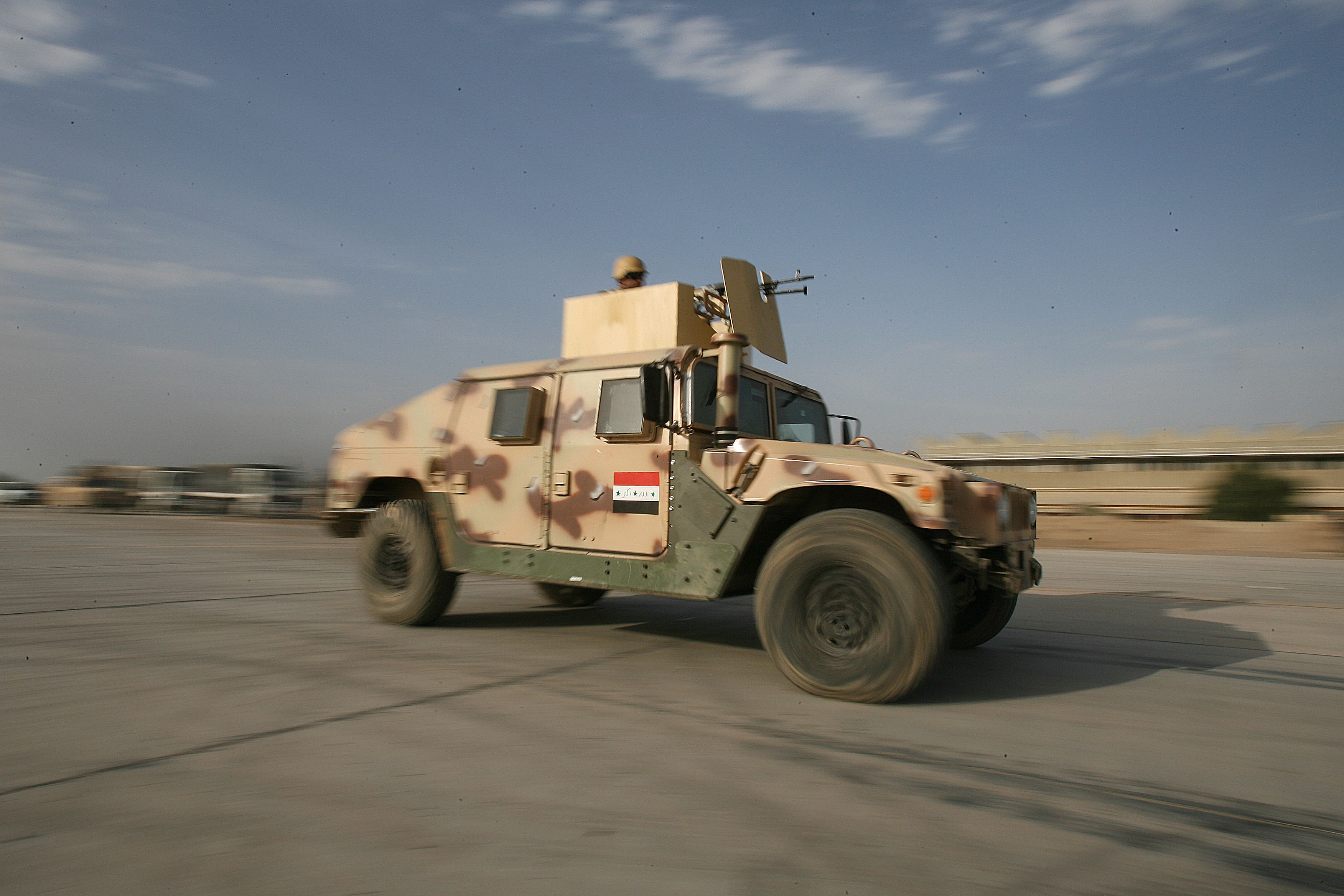
La 2ª Brigata, 1ª Divisione irachena ha preso in consegna 10 HMMWV corazzati

Praticamente tutte le attrezzature utilizzate dall'ex esercito iracheno sono state o distrutte dagli USA e dalle forze britanniche durante l'invasione o sono state saccheggiate durante l'anarchia successiva, poco dopo la caduta del regime di Saddam Hussein. Tuttavia, quattro carri armati T-55 sono stati recuperati da una vecchia base militare ad al-Muqdadiyya e sono ora in servizio con la 1ª Divisione.
Il 2 febbraio 2004, il governo degli Stati Uniti annunciò che Nour USA si era aggiudicata un contratto di $ 327.485.798 per l'acquisto di attrezzature sia per l'esercito iracheno che per la Guardia nazionale irachena; tuttavia, questo contratto venne annullato nel marzo 2004 quando un'indagine interna dell'esercito (avviata a causa di reclami da parte degli offerenti perdenti) rivelò che gli ufficiali d'approvvigionamento dell'esercito in Iraq stavano violando le procedure con pessimo linguaggio contrattuale e documentazione incompleta. Il 25 maggio 2004, lo U.S. Army Tank-automotive and Armaments Command (TACOM) dichiarò che avrebbero aggiudicato un contratto del valore di $ 259.321.656 all'ANHAM Joint Venture in cambio della fornitura delle attrezzature necessarie (e dell'addestramento richiesto) per un minimo di 15 e un massimo di 35 battaglioni. L'offerta minima avrebbe cominciato ad essere consegnata immediatamente e ulteriori ordini avrebbero potuto essere immessi fino al massimo di 35 set per battaglione o a settembre 2006 dopo che il primo ordine fosse stato interamente consegnato.
Nel maggio 2005, l'Ungheria decise di donare 77 T-72 per l'esercito iracheno, con il contratto di ristrutturazione andato a Defense Solutions per portare i carri armati fino allo stato operativo per una stima di 4,5 milioni di dollari. Dopo un ritardo nel pagamento dei fondi del governo iracheno, la 9ª Divisione meccanizzata ricevette i carri armati presso il suo quartier generale a Taji per un periodo di tre giorni a partire dall'8 novembre 2005.

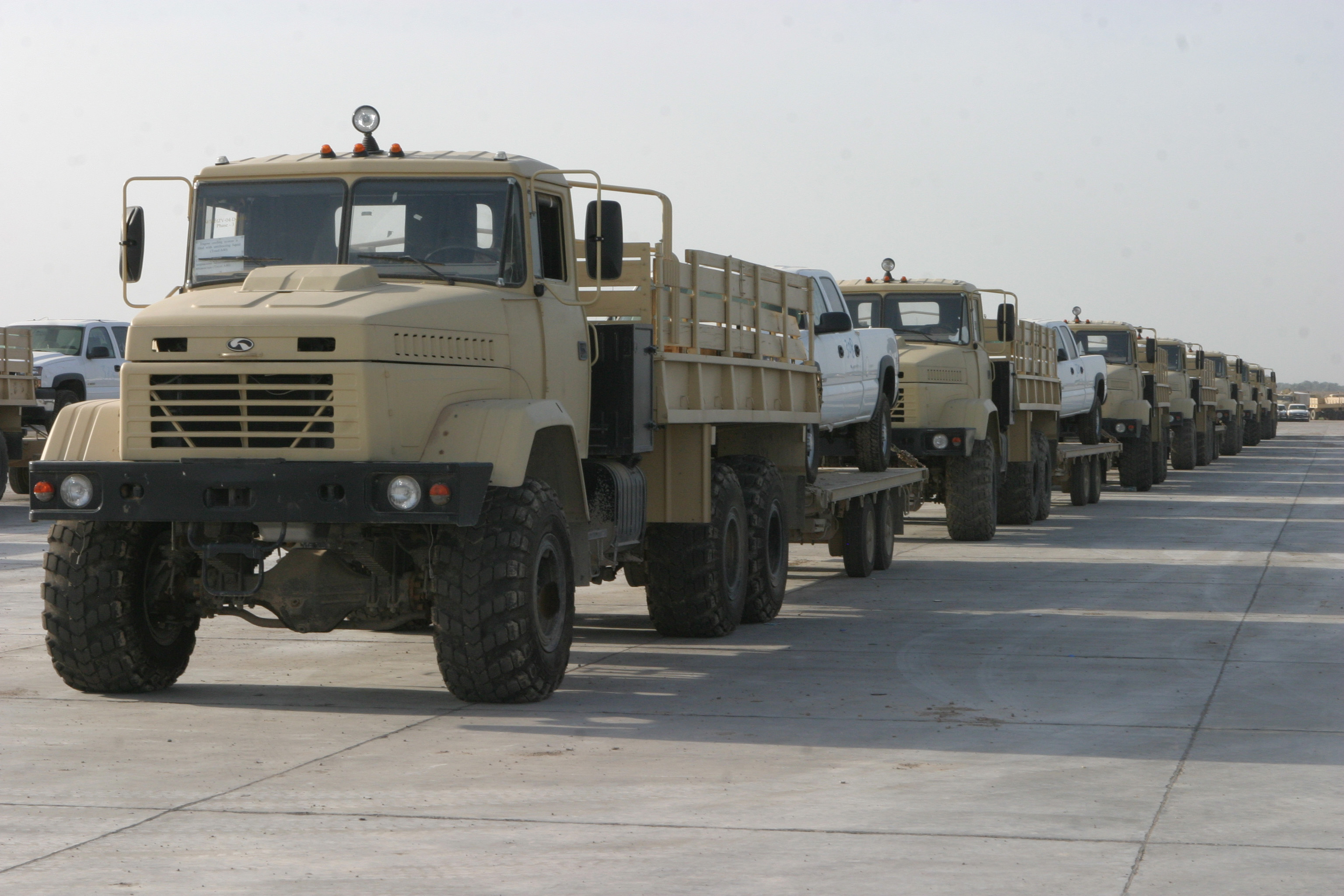
Un convoglio di KrAZ-6322 del 1º Reggimento trasporto motorizzato, 1ª Divisione

Il 29 luglio 2005, gli Emirati Arabi Uniti ottennero l'approvazione per l'acquisto di 180 APC M113A1 in buono stato dalla Svizzera, con l'intento di trasferirli in Iraq come regalo. L'opposizione politica interna in Svizzera congelò con successo la vendita, temendo che l'esportazione avrebbe violato la lunga tradizione di neutralità del paese così come forse fare la Svizzera un bersaglio per il terrorismo.
173 M113, 44 Panhard, e 100 FV103 Spartan vennero donati da Giordania, Pakistan ed EAU. 600 APC AMZ Dzik-3 (Ain Jaria) vennero ordinati in Polonia (opzione per 1.200) per acquisto da gennaio 2007. 573 APC Otokar Akrep per acquisto da gennaio 2007. 756 Iraqi Light Armored Vehicle (opzione per 1.050) per acquisto da novembre 2008.  La Grecia donò 100 BMP-1 all'esercito iracheno.
713 M1114 e 400 M1151 HMMWV vennero acquistati dall'esercito iracheno con la consegna completa entro fine luglio 2006.
La Serbia firmò un affare di US $ 230m con l'Iraq per vendere armi e attrezzature militari, disse il Ministero della Difesa nel marzo 2008. Non specificò le armi, ma gli esperti militari serbi ritengono che comprenda pistole serbe CZ-99, fucili d'assalto Zastava M21 5.56  mm, mitragliatrici Zastava M84, armi anticarro (M79 "Osa", Bumbar, e M90 "Strsljen"), munizioni ed esplosivi e circa 20 aerei da addestramento di base Lasta 95. Il Ministro della Difesa iracheno 'Abd al-Qadir al-'Ubaydi visitò Belgrado nei mesi di settembre e novembre per discutere e promuovere legami militari con la Serbia.
Nell'agosto del 2008, gli Stati Uniti proposero vendite militari in Iraq, che avrebbero incluso l'ultimo aggiornamento di carri armati M1A1 Abrams, elicotteri d'attacco, veicoli blindati Stryker, radio moderne, tutte da valutare ad una stima di 2.160.000.000 $.
Nel dicembre 2008, gli Stati Uniti approvarono un contratto relativo a $ 6.000.000.000 di armi con l'Iraq che includeva 140 carri armati M1A1 Abrams e 400 veicoli da combattimento Stryker per unità élite dell'esercito iracheno.
Nel febbraio 2009, l'esercito americano annunciò di aver raggiunto accordi con l'Iraq che vedranno Baghdad spendere $ 5 miliardi in armi, attrezzature e formazione di fabbricazione americana.
Nel dicembre 2009, l'Ucraina ha firmato un accordo per consegnare 550 milioni di dollari di armi all'Iraq, l'accordo con il Ministero della Difesa iracheno prevede che l'Ucraina produca e consegni 420 mezzi corazzati BTR-4, sei aerei da trasporto militare AN-32B e altro materiale militare in Iraq.
Nel 2016, l'Iraq finalizzò un ordine con Uralvagonzavod per 73 carri armati T-90S e SK. Il T-90SK è una variante di comando dotata di radio e apparecchiature di navigazione aggiuntive. Al 2018, 36 sono stati consegnati e sono stati assegnati alla 35ª brigata della 9ª Divisione corazzata.

### Uniformi ed armi del personale
Il soldato iracheno medio è dotato di un assortimento di uniformi che vanno dalla Desert Camouflage Uniform, alla 6 colour "Chocolate Chip" DBDU, al modello boschivo BDU, allo US Marine Corps MARPAT, o alle giordane KA7. Quasi tutti hanno un elmetto balistico PASGT, un giubbotto balistico di generazione OTV, e una radio. Le loro armi leggere sono costituite dalle riserve della guerra fredda - armi dell'epoca, vale a dire copie della serie Tabuk dello Zastava M-70 e derivati come il fucile di precisione Tabuk, il russo AKM e il cinese Type 56, le mitragliatrici Zastava M72 e PKM ed il fucile da precisione Al-Kadesih, anche se ricevettero assistenza dagli Stati Uniti sotto forma di armi di fabbricazione americana, tra cui i fucili M16A2 e M16A4 e la carabina M4.
Tuttavia la registrazione delle armi è scarsa. Un rapporto del 2006 dell'Ispettore Generale Speciale per la Ricostruzione dell'Iraq (SIGIR) nota che delle 370.000 armi girate dagli Stati Uniti dopo la caduta del regime di Saddam, solo 12.000 numeri di serie erano stati registrati. La mancanza di contabilità adeguata per queste armi rende l'acquisizione di armi di piccolo calibro da parte delle forze anti-governative, come i ribelli o le milizie settarie, molto più facile.

### Mezzi Aerei
Sezione aggiornata annualmente in base al World Air Force di Flightglobal del corrente anno. Tale dossier non contempla UAV, aerei da trasporto VIP ed eventuali incidenti occorsi durante l'anno della sua pubblicazione. Modifiche giornaliere o mensili che potrebbero portare a discordanze nel tipo di modelli in servizio e nel loro numero rispetto a WAF, vengono apportate in base a siti specializzati, periodici mensili e bimestrali. Tali modifiche vengono apportate per rendere quanto più aggiornata la tabella.
| Aeromobile                       | Origine        | Tipo                                          | Versione (denominazione locale) | In servizio (2024) | Note | Immagine |
| Elicotteri                       |                |                                               |                                 |                    | |          |
| Airbus Helicopters H135M         | Unione europea | elicottero utility                            | EC635                           | 20                 | |          |
| Bell 407                         | Stati Uniti    | elicottero utilityelicottero da addestramento | Bell 407                        | 373                | |          |
| Bell 206                         | Stati Uniti    | elicottero utility                            | Bell 206BOH-58                  | 129                | |          |
| Bell UH-1 Huey                   | Stati Uniti    | elicottero utility                            | UH-1H                           | 15                 | |          |
| Mil Mi-35 Hind                   | Russia         | elicottero d'attacco                          | Mi-35                           | 22                 | |          |
| Mil Mi-28 Havoc                  | Russia         | elicottero d'attacco                          | Mi-28                           | 17                 | 36 Mi-28 ordinati. |          |
| Mil Mi-17 Hip                    | Russia         | Elicottero utility                            | Mi-17Mi-171E                    | 41                 | |          |
| Bell 505 JetRanger X             | Stati Uniti    | elicottero da addestramento                   | Bell 505                        | 7                  | 15 Bell 505 ordinati, con i primi 7 esemplari consegnati a luglio 2024. |          |
| Airbus Helicopters H225M Caracal | Unione europea | Combat SAR                                    | H225M                           | 2                  | 12 H225M Caracal selezionati ad inizio agosto 2024 e ordinati ufficialmente il 7 settembre successivo. Primi due esemplari presi in consegna in Francia il 30 aprile 2025. |          |
| KAI KUH-1 Surion                 | Corea del Sud  | elicottero utility                            | KUH-1                           | 0                  | Il 23 dicembre 2024, la sudcoreana KAI ha annunciato di aver firmato un accordo da 94 milioni di dollari per esportare in Iraq un numero non ancora reso noto di KUH-1 Surion. In base all'accordo, gli elicotteri verranno forniti insieme a un pacchetto logistico completo entro marzo 2029. |          |

## Ulteriori letture
- James Dobbins, Seth G. Jones, Keith Crane, Andrew Rathmell, Brett Steele, The UN's Role in Nation-Building: From the Congo to Iraq (CPA period)
- Jessa Rose Dury-Agri, Omer Kassim, and Patrick Martin, IRAQI SECURITY FORCES AND POPULAR MOBILIZATION FORCES: ORDERS OF BATTLE (PDF), Washington DC., Institute for the Study of War, dicembre 2017.
- (EN) Wesley Gray, Embedded: A Marine Corps Adviser Inside the Iraqi Army, Naval Institute Press, 10 agosto 2013, ISBN 9781612514062. Include pensieri molto utili sulla "pigrizia" del personale dell'esercito iracheno.
- Hamdani, Ra'ad. Before History Left Us. Beirut: Arab Scientific Publishers, 2006.
- International Crisis Group, Loose Ends: Iraq's Security Forces between U.S. Drawdown and Withdrawal (Baghdad/Washington/Brussels: ICG, 26 ottobre 2010).
- Michael Knights, "Free rein: domestic security forces take over in Iraq," Jane's Intelligence Review (November 4, 2010).
- Tzvi Ofer, The Iraqi Army in the Yom Kippur War', trad. Hatzav, Tel Aviv: Ma'arachot, 1986
- Rayburn, Joel D., Frank K. Sobchak, Jeanne F. Godfroy, Matthew D. Morton, James S. Powell e Matthew M. Zais, The US Army in the Iraq War, Volume 2: Surge and Withdrawal, 2007-2011. U.S. Army War College, Carlisle Barracks, PA., 2019.
- Owen West, The Snake Eaters: Counterinsurgency Advisors in Combat
- Kevin M. Woods, Williamson Murray e Thomas Holaday, con Mounir Elkhamri, Saddam's War: An Iraqi military perspective of the Iran–Iraq War, McNair Papers 70, INSS/NDU, Washington DC, 2009.
- Michael Zacchea e Ted Kemp,  The Ragged Edge: A US Marine's Account of Leading the Iraqi Army Fifth Battalion. URL consultato il 18 ottobre 2021 (archiviato dall'url originale il 18 ottobre 2021).. Chicago Review Press. 2017. ISBN 9781613738443.